# Jüdisches Leben in Wien

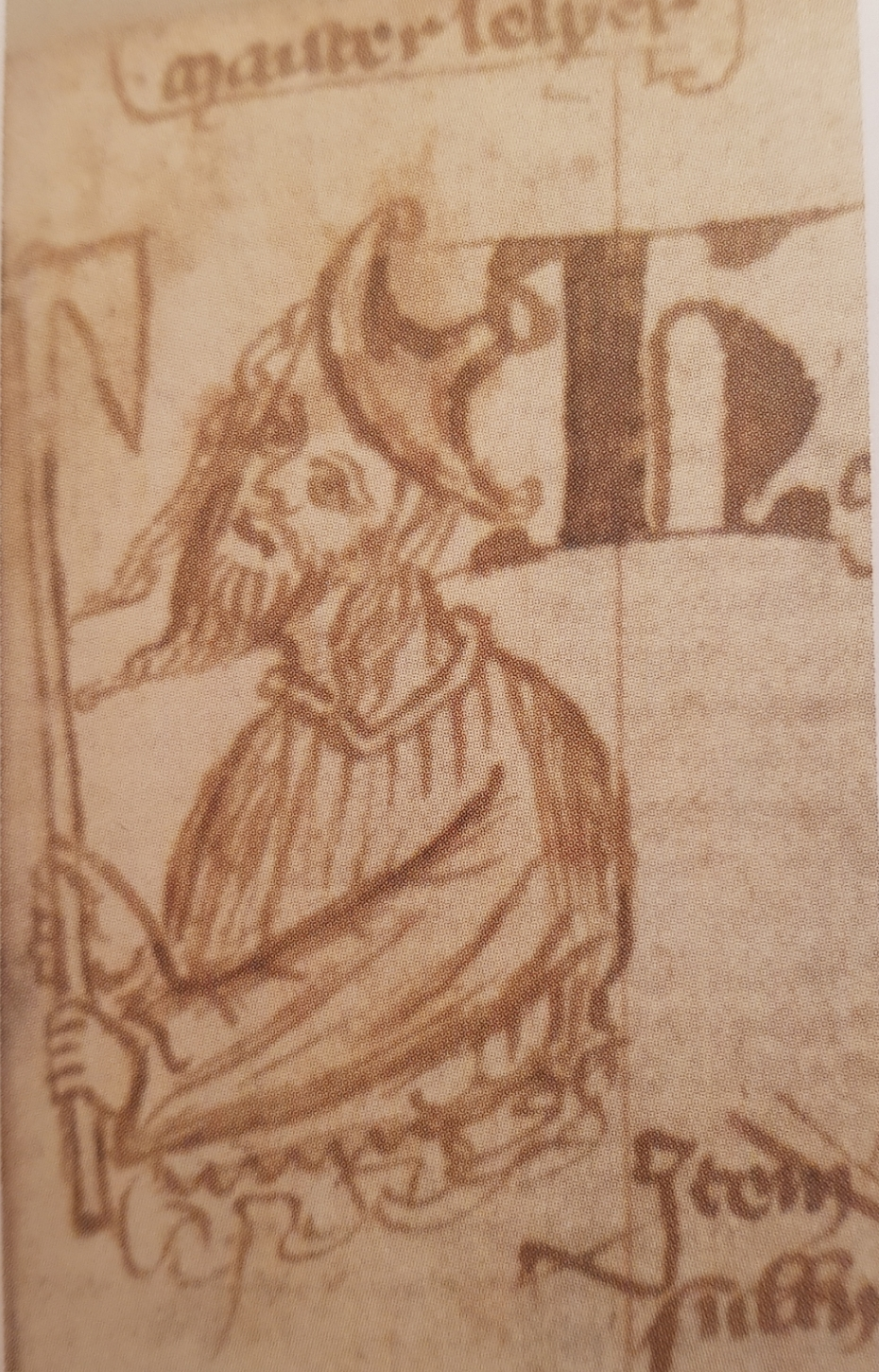
Darstellung des Wiener Judenmeisters Lesir im Judenbuch der Scheffstraße (1389-1420)

Die Geschichte der Juden in Wien beginnt im 12. Jahrhundert, was Wien zu einer der ältesten jüdischen Besiedlungen und zur ältesten jüdischen Gemeinde im ehemaligen Ostarrichi, dem heutigen Österreich macht.

## Hintergrund
Das jüdische Leben war hier sehr starken Schwankungen unterworfen, unter denen der Holocaust des nationalsozialistischen Regimes (1938 bis 1945) negativ herausragt. Die Entwicklung wird hier vorerst chronologisch dargestellt.
Von vereinzelten Erwähnungen kam es im 13. Jahrhundert zur Entstehung einer blühenden Gemeinde mit einem eigenen Judenviertel mit einer Synagoge, einem Spital, einem Friedhof und weiteren Funktionsgebäuden. In der Gemeinde wirkten wichtige und berühmte Gelehrte als Rabbiner und somit strahlte das jüdische Wien auf überregionaler Weise seine Wichtigkeit aus und spielte eine nicht zu unterschätzende Rolle im kulturellen, geistigen und wirtschaftlichen Leben der mittelalterlichen Stadt. Nichtsdestoweniger ist die Geschichte der Juden Wiens durch Verfolgungen und Ausweisungen geprägt. So kam es 1420/21 auf Befehl von Albrecht V. zur Wiener Gesera und später  durch Leopold I. zur Vertreibung der Wiener Juden 1670. Bis dahin gab es zwei Judenviertel in Wien, ein mittelalterliches im heutigen 1. Bezirk (am Judenplatz) und ein größeres aus dem 17. Jahrhundert am Unteren Werd in der Leopoldstadt.
Es kam im 17. und 18. Jahrhundert wieder zur vereinzelten Ansiedlung von privilegierten Juden. Bekannte Hofjuden wie Samuel Oppenheimer oder Samson Wertheimer waren während des Zeitalters des Absolutismus in Wien tätig und finanzierten zahlreiche Unterfangen und Projekte der Herrscher. Mit dem Geist der Aufklärung und der Haskala begann die rechtliche und gesellschaftliche Gleichstellung der Juden. Die Emanzipation der Juden in die Mitte der Gesellschaft in Österreich fing 1782 mit einem Toleranzedikt von Joseph II. an und erreichte ihren Höhepunkt mit der Dezemberverfassung von 1867 unter Kaiser Franz Joseph I. Damit war die komplette Gleichstellung der Juden erreicht, und schon bald fing eine Blütezeit der jüdischen Gemeinden in der ganzen Monarchie an.

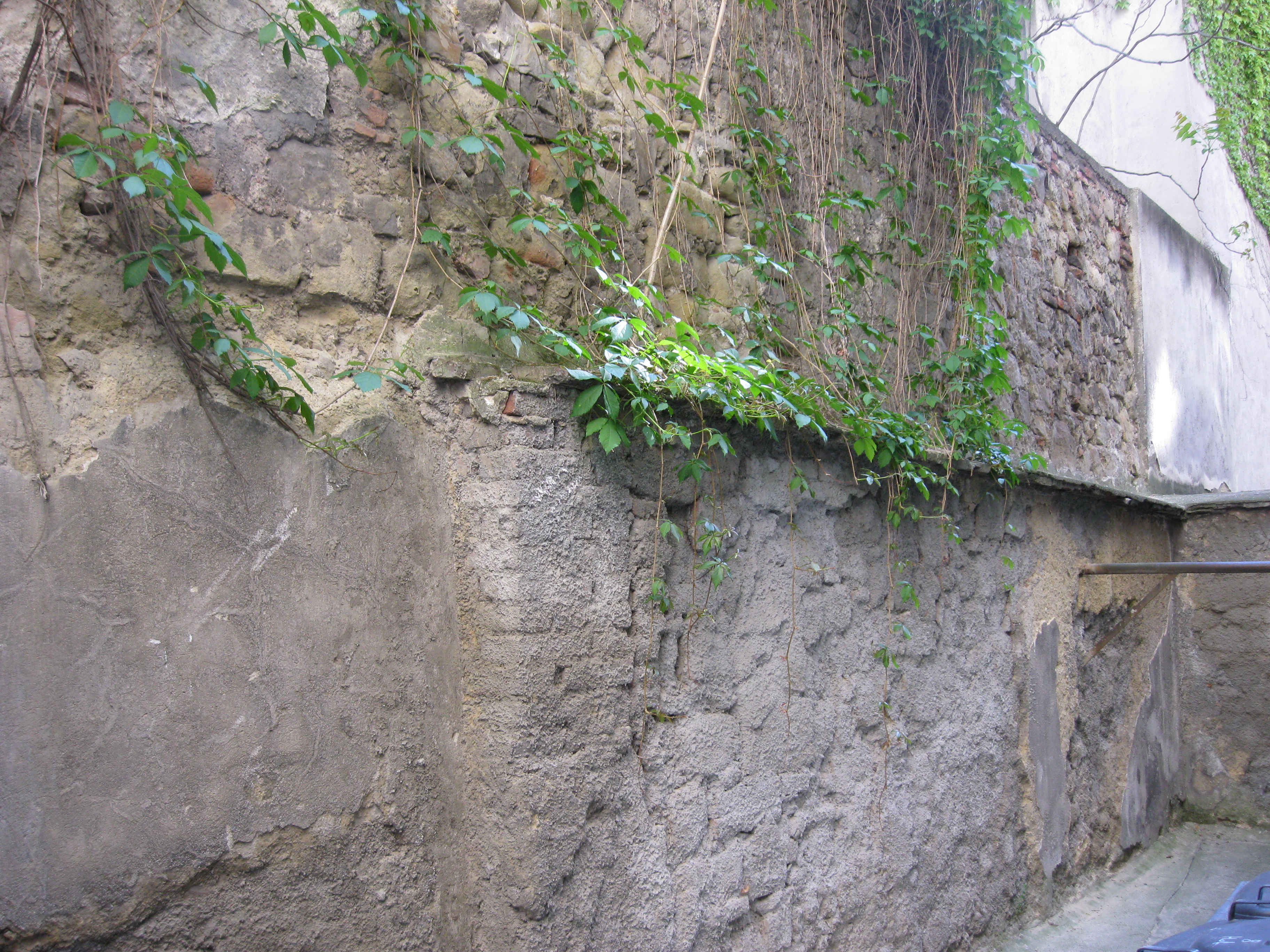
Reste der Gettomauer in der Leopoldstadt (Tandelmarktgasse)

Ende des 19. und Anfang des 20. Jahrhunderts stellte Wien eines der großen Zentren jüdischer Kultur und jüdischen Lebens in Europa dar. So wurde auch die kulturelle Glanzzeit der Stadt während des Fin de siècle ganz wesentlich von den Juden der Stadt beeinflusst. Jüdische Intellektuelle wie Victor Adler, Otto Bauer, Hugo Breitner, Robert Danneberg, Julius Deutsch und Julius Tandler engagierten sich in der Sozialdemokratie für eine egalitäre Gesellschaft, in der auch kein Platz für antisemitische Vorurteile sein sollte.
Wissenschaftler und Ärzte jüdischer Herkunft brachten den Medizinischen Schulen und Universitäten viel Anerkennung, unter ihnen waren Emil Zuckerkandl, Josef Breuer, Carl Sternberg, Adam Politzer, Viktor Frankl, Alfred Adler und Sigmund Freud. Zahlreiche Nobelpreisträger tauchen aus der Gemeinde auf (Wolfgang Pauli, Max Perutz, Otto Loewi oder Robert Bárány), aber auch in der Musik (Gustav Mahler, Arnold Schönberg, Erich Korngold und Alexander Zemlinsky …), der Presse und in literarischen Kreisen leisteten die Juden Wiens einen Beitrag. Bekannte Autoren sind Arthur Schnitzler, Hugo von Hofmannsthal, Richard Beer-Hofmann, Karl Kraus, Franz Werfel, Stefan Zweig, Franz Kafka und Friedrich Torberg.
Zur Zeit des Nationalsozialismus in Österreich wurden alle Synagogen und Beträume, außer dem Stadttempel, zerstört und die jüdische Bevölkerung der Stadt Wien beinahe vollständig vertrieben oder in der Schoah ermordet. Die fast gänzliche Zerstörung der Gemeinde bedeutete den Niedergang der kulturellen Hochzeit des jüdischen Wiens. Fast 200.000 Juden lebten 1938 in Wien, heute sind es weniger als 10.000.
Nach 1945 kam es zu einem zarten Wiederaufleben von jüdischer Kultur und Existenz in Wien, und noch heute findet man genügend Indizien dafür, inwieweit die jüdische Gemeinde das Stadtbild geprägt hat und inwiefern sie für die Entwicklung der Stadt ausschlaggebend war. Die orthodoxe Gemeinde hat für ihre relative Kleinheit ein großes Gemeindeleben aufgebaut. Neben den Dutzenden Synagogen und Beträumen gab es koschere Restaurants, Geschäfte, Fleischereien, jüdische Schulen und Kindergärten sowie Sportclubs, ein Hilfezentrum und ein Altersheim. In Wien existieren auch eine Reformgemeinde, Or Chadasch, die eine eigene Synagoge betreibt, sowie ultra-orthodoxe Juden die im 2. Bezirk wohnen. Wie auch im 19. und 20. Jahrhundert findet sich der größte Teil jüdischen Lebens in der Leopoldstadt wieder.

## Geschichte

### Mittelalter

#### Unklare Anfänge
Über die Anwesenheit von Juden im Frühmittelalter ist nur wenig bekannt, außer von Sagen über märchenhafte Judenreiche, welche von Juden gegründet wurden und über Städte wie Tulln, Wien, Korneuburg oder Stockerau herrschten, existieren keine aussagekräftigen Quellen oder Dokumente. Die erste urkundliche Erwähnung von Juden im Gebiet des heutigen Österreich stammt aus dem Jahr 903 und 906. Eine Zollordnung aus Raffelstetten regelte eine Reihe von Bestimmungen über Abgaben für den Warenverkehr und eine der letzten Bestimmungen besagte, dass Juden gewisse Zölle für Sklaven oder andere Güter zahlen müssten. Juden waren also schon im 10. Jahrhundert als Händler tätig, wahrscheinlich auch schon unter karolingischer Herrschaft, und kamen durch heutige österreichische Gebiete. Leider gibt die Zollordnung keine anderen Informationen preis, weder ob Juden schon seit einiger Zeit in Österreich ansässig waren, noch wer genau sie gewesen sind.
Im Privilegium Maius, der Fälschung einer Urkunde Friedrichs I. Barbarossa für die Herzöge von Österreich vom 17. September 1156, werden wieder Juden erwähnt:
„ .., et potest in terris suis omnibus tenere judaeos et usurarios publicos quod vulgus vocat Gawertschin sine imperii molestia et offensa.“
Auf Deutsch:
„ ... Und kann er, der Herzog von Österreich, in all seinen Ländern Juden und öffentliche Wucherer, welche das Volk Gawertschin nennt, halten, ohne dadurch das Reich zu schädigen oder zu kränken."
Das Privilegium wurde inhaltlich von vielen Herrschern (auch Kaisern) wiederverwendet und bestätigt. Es galt also als ein Vorbild und Beispiel für die frühen Gesetzgebungen im mittelalterlichen deutschsprachigen Raum.

#### Erste Erwähnungen in Wien
Die Existenz von Juden in Wien ist mit dem ersten namentlich bekannten Juden, Schlom oder Schlomo, seit 1194 nachweisbar. In einem Streit um die Besitzrechte an einem Weingarten zwischen ihm und dem bayrischen Kloster Formbach (vermutlich das heutige Vornbach) tauchte sein Name auf. Die Uneinigkeit zwischen ihm und dem Kloster dauerte mehrere Jahre an, bis zu Leopolds V. Tod, da der Nachfolger, Friedrich I., den Garten dem Kloster zusprach, falls letzteres sich zu Entschädigungszahlungen an Schlomo verpflichtete. Jedoch machte Schlomo sich nicht nur als erster nachweislicher Jude in Wien einen Namen, sondern auch durch seine außergewöhnliche rechtliche Stellung. Er durfte Grund und Boden besitzen sowie Christen unter seinen Dienst stellen, - Rechte, die gewöhnlichen Juden damals verweigert wurden. Er aber war herzoglicher Münzmeister und gehörte wegen seiner hohen sozialen Stellung zum engen Umkreis des Hofes der beiden Herzöge Friedrich I. und Leopold V.
Schlomo wohnte wohl auf seinen vier Grundstücken im Gebiet der heutigen Seitenstettengasse (heute befindet sich in der Gasse eine Synagoge). Er und seine Familie dürften während dieses Zeitraums die Gesamtheit der Juden Wiens ausgemacht haben. Obgleich er und sein Haushalt unter herzoglichem Schutz standen, befanden sie sich in einer gefährdeten Lage, was nicht zuletzt das Jahr 1196 bezeugt. In diesem Jahr wurde ein Diener Schlomos ins Gefängnis gebracht. Er habe Diebstahl begangen und würde somit seine Strafe als Dieb absitzen. Der Diener schloss sich jedoch vor den Ereignissen dem Kreuzzug an. Die Verhaftung des vermeintlichen Kreuzfahrers durch einen Juden führte zu einer gewaltvollen Antwort der Kreuzfahrer. So wurden er und 15 weitere Angehörige seines Haushalts von einer Kreuzfahrergruppe erschlagen. Eine solche Gewalttat ließ Herzog Friedrich erzürnen; er ließ zwei Kreuzfahrer hinrichten. Eine solche Strafe war für damalige Verhältnisse hart. In anderen Teilen des Reiches kam es zu ähnlichen Massakern und Gewaltausschreitungen gegen Juden, die Täter jedoch kamen meist ohne strafrechtliche Verfolgung davon.

Der Jude Ephraim bar Jakob berichtet in seinem Memorbuch über die Ermordung des ehemaligen herzoglichen Münzmeisters Schlomo und 15 anderer Juden. Die Übersetzung lautet so:
„Im Lande Österreich lebte ein Mann namens Schlomo; er war untadelig, aufrecht und gottesfürchtig, jederzeit wohltätig und liebevoll gegen die Armen. Der Herzog [Leopold V.] bestellte ihn für die Zölle und seine [finanziellen] Bedürfnisse, und er hatte Knechte und Mägde, nichtjüdische und auch jüdische. Und es geschah im Tammus des Jahres [4]956, im 256. Mondzyklus, in dem wir Jubel und Freude erhofften, die sich aber in Trauer verwandelten; denn auch in diesem Jahre bezeichneten sich unzählige Haarige (Christen) als Verabscheuungswürdige (Kreuzfahrer), um nach Jerusalem zu ziehen und gegen die Wilden zu kämpfen. Da kam einer von seinen Dienern, der sich ebenfalls zur Abscheu bezeichnet hatte, und stahl ihm von seinem Geld 24 Mark, und Schlomo ließ ihn deshalb ins Gefängnis setzen. Da ging die Frau des eingekerkerten Verabscheuungswürdigen an einem ihrer üblen Festtage hastig [?] in das Haus ihres Götzendienstes (Kirche) und beklagte sich über die Tatsache, daß ihr Mann durch die Hand eines Juden eingesperrt war. Da erhoben sich die Verabscheuungswürdigen, die in der Stadt waren, und gingen in heftigem Zorn hinaus und kamen zum Haus des Gerechten und töteten ihn und etwa 15 Juden mit ihm. Später erfuhr der Herzog [Friedrich I.] das Geschehene und befahl, zwei der Anführer jener Mörder gefangen zu nehmen und zu köpfen; mehr von ihnen wollte er nicht töten, weil sie Verabscheuungswürdige waren. – Siehe, Herr, unser Elend und übe Rache für Israel”
Der nächste Jude erschien 1225 in einer Urkunde und war als „Teka“ bekannt. Sein Name taucht beim Friedensvertrag zwischen Leopold VI. und König Andreas von Ungarn als Bürge des letzteren auf. Er besaß ein Haus in Wien und genoss nicht nur beim österreichischen Hof Ansehen, sondern auch im ungarischen Reich. Schlomo und Teka sind beide prominente Ausnahmefälle, da in diesen Zeiträumen keine anderen Juden namentlich erwähnt werden.
Im Privilegium von 1238 regelte Friedrich II. die rechtliche Stellung der Juden Wiens. Inhaltlich glich das Privilegium dem von 1236, welches Kaiser Friedrich den Glaubensgenossen im ganzen Reich verliehen hatte. Die Bestimmungen gliedern sich in solche öffentlich-rechtlicher, privatrechtlicher und strafrechtlicher sowie prozessualer Natur. So wurden die Juden vor Zwangstaufe geschützt und erhielten Rechte für den freien Handel, und Christen mussten im Falle der Tötung eines Juden 12 Pfund Gold an die kaiserliche Kammer zahlen, falls sie beteiligt waren. Nur trat das Privilegium nie wirklich in Kraft.
Stattdessen wurden Juden im Freiheitsbrief für Wien vom 1. Juli 1244 offiziell aus öffentlichen Ämtern ausgeschlossen, und am selben Tag wurde ein neues Privilegium erlassen. Diese Judengesetzgebung blieb bis zur Wiener Gesera in Kraft und galt auch als Beispiel für benachbarte Länder.
Aus dieser Regelung sind zwei Grundideen festzuhalten. Erstens verloren Juden ihre Zugehörigkeit zum kaiserlichen Kammergut und wurden herzogliches Eigentum. Zweitens wurde die Grundlage des jüdischen Geschäftslebens verändert, denn die Juden wurden nun in Wien, wie überall, aus dem Warenhandel „ausgewiesen“ und zunehmend in den Geldhandel gedrängt. So beziehen sich 22 der 30 Artikel des Privilegiums auf pfand- und strafrechtliche Fragen.

#### Erstes Ghetto und der Anfang der Gemeinde im 13. Jahrhundert

Plan des Wiener Judenviertels in der Inneren Stadt zur Zeit der Aufhebung im Jahre 1421 mit Judenplatz (vormals Schulhof) und Schulhof (vormals Judengarten), nach Ignaz Schwarz

Ob es während oder unmittelbar nach der Ermordung Schloms um 1196 eine Gemeinde gab, ist unbekannt, da bis zur Nennung von Teka im Jahre 1225 die Quellen keinen einzigen Juden nennen. Nichtsdestoweniger gab es wohl eine Gemeinde, da in der ersten Hälfte des 13. Jahrhunderts Isaak ben Mose schon seit einigen Jahren Rabbiner in Wien war. Die Gemeinde bestand aus Zuzüglern aus dem ganzen Herzogtum Österreich, Kärnten, der Steiermark, Salzburg und Ungarn. Viele kamen auch aus Böhmen und Mähren, da slawische Frauennamen bei den Jüdinnen der Gemeinde sehr häufig waren. Außerdem wurden 1204 erstmals eine Synagoge und eine jüdische Schule in Wien urkundlich erwähnt.
Auch Isaak ben Mose stammte ursprünglich aus Böhmen, man nannte ihn aber Isaak aus Wien oder nach einem seiner Werke auch Or Sarua (dt: Lichtsaaten) und er galt als einer der größten Gelehrten im mittelalterlichen Europa. Er studierte in Meißen und Paris bei Rabbi Juda dem Frommen und führte eine weit ausgebreitete Korrespondenz. Einer seiner Schüler war der berühmte Rabbiner und Talmudgelehrte Meir von Rothenburg.
Ab etwa 1200 folgte also die Besiedlung des heutigen Judenplatzes als „Wiener Judenstadt“ durch die Juden. Das Ghetto ordnete sich in einen Raum zwischen Maria am Gestade, der damaligen Karmeliterkirche, zwischen dem Tiefen Graben und den Tuchlauben ziemlich regelmäßig um den von Häusern eingefassten Schulhof ein. Von dort führte eine Gasse zur Wipplingerstrasse, wo sich bei beiden Enden Tore befanden, die geschlossen und verriegelt werden konnten. Das gesamte Viertel war ummauert, entweder durch die Häuser der Juden selbst oder durch hinzugefügte Mauern.

##### Die Gemeinde
Eine jüdische Gemeinde stellte eine Gemeinde in der Stadtgemeinde selbst dar und war mit gewisser rechtlicher Autonomie versehen, vergleichbar etwa mit den Zünften der Städte, denen ebenfalls gewisse Autonomien zugestanden und gewisse Aufgaben zugeteilt wurden. Die Hauptaufgaben der Gemeinde bestanden neben einer Vertretung der Juden nach außen, also gegenüber der christlichen Welt und der Steuereinhebung, vor allem in innerorganisatorischen Aufgaben religiöser oder auch weltlicher Art. Darunter fiel die Sorge für Recht und Ordnung nach halachischen Gesetzen, das rabbinisches Gericht Beth Din behandelte vor allem Probleme zu Ehe- und Erbrecht oder Fragen des Miteinanderlebens. Der Schutz der Ehre der Gemeindemitglieder, aber auch die Verwaltung des Gemeindebesitzes sowie soziale Aufgaben (Zedaka), also die Bereitstellung eines sozialen Auffangnetzes, das sowohl gemeindeinternen Armen ohne ausreichende Steuergrundlage, mittellosen Studenten, aber auch Durchreisenden zugutekam, zählten zu den Aufgaben der Gemeinde. Jedes Gemeindemitglied hatte regelmäßig einen bestimmten Betrag, berechnet an der Höhe des Vermögens, an die Gemeinde abzuliefern, dazu kamen als potentielle Einnahmen Buß- und Strafgelder sowie freiwillige Spenden.
Für die Existenz einer Gemeinde war das Vorhandensein einer gewissen Infrastruktur als Voraussetzung anzusehen (Synagoge, Rabbiner, Friedhof, Mikwe). Geographisches und auch symbolisches Zentrum einer Gemeinde war stets die Synagoge. Die Synagoge war neben ihren religiösen Funktionen ein Ort der innerjüdischen Gerichtsbarkeit, ein Ort der Ankündigungen, auch herrschaftlicher Maßnahmen, aber auch der Schlichtung christlich-jüdischer Streitigkeiten. Im Viertel befand sich vom 13. bis zum 15. Jahrhundert die Synagoge (erstmals 1204 erwähnt, siehe→ mittelalterliche Synagoge von Wien), dem einzigen Steinbau unter den Privat- und Gemeindehäusern nach dem Brand von 1406, das Spital (jetzt das Haus der Schneidergenossenschaft am Judenplatz), auf dem Grunde des Gemeindegartens (jetzt das Collaltopalais) und das Badehaus, ein Friedhof etwas außerhalb ihres Wohngebiets (wie das jüdische Gesetz festlegt, heute in der Gegend Goethegasse und Opernring 10) sowie eine Fleischerei.

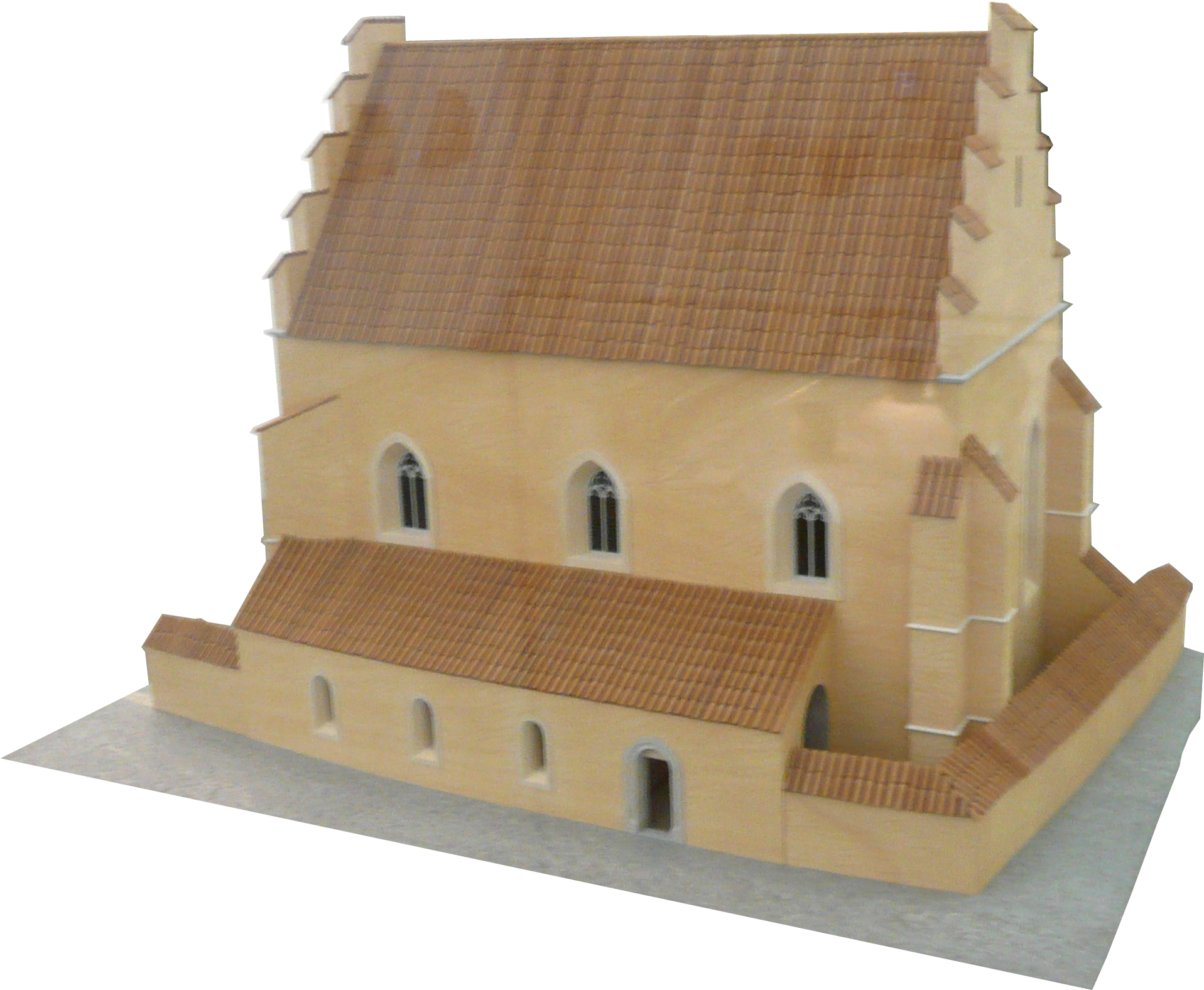
Rekonstruktionsmodell der Synagoge am heutigen Judenplatz. Zustand nach 1406. Maßstab 1:25

Das Wiener Stadtrecht sah für Streitigkeiten zwischen Christen und Juden einen eigenen Judenrichter vor. Für Konflikte von Juden untereinander war dieser nicht zuständig, wenn nicht eine der Parteien bei ihm Klage erhob.
Die religiöse Führung oblag dem Rabbiner. Bis zum 14. Jahrhundert fehlt jegliche Information zu den Rabbinern der Gemeinde. Von 1318 bis 1337 war Rabbi Nissim Guetman Rabbiner, es folgten u. a.: Moses ben Gamliel, Meir ben Baruch Halewi (1393 bis 1408), Awraham Klausner (1399 bis 1407) sowie seine Söhne Rabbi Jonah und Rabbi Jekl.
Die Gemeinde fiel wegen ihrer wichtigen und bekannten Geldgeber nicht nur in Urkunden, sondern auch bei den Adeligen auf überregionaler Ebene auf. Bedeutende Geldgeber waren die Söhne eines Schwärzlein (Azriel). Schwärzlein kam aus Mähren nach Wien und war selbst ein Geldgeber, er starb um 1305, seine Söhne aber konnten seine schwache Geschäftstätigkeit mit Leichtigkeit übertreffen. Der bedeutendste war Isaak, er war im Dienst der Königin Elisabeth, der Frau von Albrecht I., und von 1292 bis 1314 tätig. Der älteste war Mosche und trat erstmals 1309 auf. Als Marquard bezeichnet, trat Mordechai in einer Urkunde von 1305 auf, er übersiedelte von Wien nach Zistersdorf, wohl aus geschäftlichen Gründen. Der vierte Sohn hieß Pessach, und zusammen mit seinen Brüdern hatten verschiedene Adelsfamilien als Kreditnehmer und sogar geschäftliche Beziehungen mit dem Kloster in Kremsmünster.
1295 tauchte ein gewisser Lebman (Marlevi Ha-Kohen) auf und war möglicherweise Gemeindevorsteher. Er pflegte wirtschaftliche Beziehungen zu einer Reihe von Adelsfamilien. So nahm der adelige Kaloch von Ebersdorf Darlehen bei Lebman auf, um seinen Besitz auszuweiten. Um die Kosten abzudecken, verpfändete er für 800 Pfund Wiener Pfenning sein neu erworbenes Kämmereramt. Dieses Amt hatte die Gerichtsbarkeit über die Juden des Herzogs inne, und Lebman erhielt das Recht, die Einkünfte aus der Kammer als Pfand innezuhaben; eine sehr bemerkenswerte Verpfändung, die die wichtige Position Lebmans deutlich machte.
Ein weiterer bedeutender jüdischer Geschäftsmann war David Steuss; zu seinen Schuldnern gehörten sowohl die Herzöge Rudolf IV. und Albrecht III. als auch die Bischöfe von Brixen, Gurk und Regensburg sowie weitere Adelige in Österreich. Zu seinen Besitztümern gehörten zwölf Häuser im Ghetto und weitere außerhalb von Wien. Er erhielt gemeinsam mit seiner Familie Sonderprivilegien. Doch seine Wichtigkeit machte ihn nicht gerade beliebt. So ließ Albrecht III. ihn einsperren, bis er eine Summe von etwa 50 000 Pfund an den Herzog zahlte. Auf solche Erpressungen, Sonderabgaben und Nichtigmachungen von Schulden folgte der Niedergang der jüdischen Wirtschaftskraft gegen Ende des 14. Jahrhunderts.

##### Judenbuch der Scheffstraße
Dank eines Grundbuches, welches von 1389 bis 1420 gehalten wurde, wird das Leben in der Gemeinde durch Namen und Summen von Transaktionen, Bemerkungen usw. beschrieben. Das Judenbuch der Scheffstrasse zu Wien war ein Satzbuch. Je nachdem, ob der Gläubiger Christ oder Jude war, wurde er in das Christen- oder Judenbuch eingetragen. Das Judenbuch besteht aus 229 Blättern, 337 Geschäfte sind verzeichnet. Der erste Eintrag stammt von einem S. (Salomon? Samuel?) Jakov und wurde an einem Dienstag verfasst, also am 27. Juli 1389. Es tauchen bekannte Namen auf wie Rabbi Meir ben Baruch HaLevi (Eintrag 23. April 1403) oder Rabbi Awraham Klausner (erscheint im Buch von 1399 bis 1407). Zudem taucht der durch eine Darstellung berühmt gewordenen Lesir auf, der kein Rabbiner war, da man ihn Judenmeister nannte, sondern wohl ein Synagogendiener.
Es tauchen auch Kantoren auf, wie Smaerlein der Sangmeister, Gemeindediener wie Eisak der Kalsmeschures, oder die Familie des reichen David Steuss, der drei Söhne hatte, Jakob, Hendlein und Jona. Anscheinend war die Scheffstraße nicht im Interesse der reicheren Juden, Jona wird nämlich nur zwei Mal erwähnt. So ähnlich war es mit der Familie des Patusch von Perchtoldsdorf. Er selbst wird nur als Onkel, Schwiegervater oder Vater seiner Nachfahren genannt, die auch keinen besonderen Wert auf das Geschäftsleben der Scheffstraße legten.

#### Die rechtliche Stellung der Juden
Unter dem Judenrecht versteht man die Gesamtheit der Regelungen, die der jüdischen Bevölkerung vom Kaiser oder vom Landesherren erteilt wurden. Die Vergabe solcher Rechte lag ursprünglich ausschließlich beim Kaiser (Judenregal), der auch die Unterstellung der Juden unter seine Schutzherrschaft, also seine Autorität übernahm. Im Zuge der Herausbildung territorialer Herrschaftsgebiete im Rahmen des Feudalsystems ging dieser Judenschutz oft an die jeweiligen Landesfürsten über. Aus dieser direkten Unterstellung der Juden unter den jeweiligen Obrigkeiten leitet sich der Begriff der Kammerknechte ab. Ein Jude wurde somit zu einer Zugehörigkeit des Kammerguts des Herrschers, also quasi zum Privateigentum des Kaisers oder des Landesfürsten. Im Mittelalter war eine Rechtsvielfalt, also eine parallele Existenz mehrerer, voneinander unabhängiger Rechtssysteme üblich, sodass das Leben unter einem Rechtsstatus keine besondere Situation für Juden war. Dies gilt beispielsweise neben den Juden auch für den Klerus, für Handwerker oder für Universitätsangehörige.
Im Herzogtum Österreich entstand durch die rasante Entstehung von jüdischen Besiedlungen in der ersten Hälfte des 13. Jahrhunderts die Notwendigkeit zur Regelung der rechtlichen Stellung dieser Bevölkerungsgruppe. Im Zuge des Konfliktes zwischen Friedrich II. und dem letzten Babenberger Herzog Friedrich II., beanspruchten beide den Judenschutz für sich, nicht zuletzt um diesen für sich zu nützen. Die ersten Regelungen treten im Rahmen des Privilegiums für die Stadt Wien aus dem Jahr 1238 auf. In dieser Verleihung diverser Rechte, die die Stadt von Kaiser Friedrich II. als Dank für ihre Unterstützung in seinem Konflikt gegen Friedrich II. (Babenberger) erhielt, wurde unter anderem den Juden Wiens nicht gestattet, öffentliche Ämter auszuüben. Es ist eine Bestimmung, die auf kirchliche Aufforderungen, nämlich auf das IV. Laterankonzil zurückging. Diese Regelung zielte auf eine Bevorteilung der Wiener Bürger, die wohl selbst Interesse an den lukrativen Hofämtern hatten, ab. Die Regelung richtete sich aber eher gegen die prominente Spitze der Judengemeinde, als auf die Gesamtheit der Juden Wiens.
Eine erste wesentliche Judenordnung wurde auch im Jahr 1238 durch Kaiser Friedrich II. erlassen, der den Wiener Juden hauptsächlich wirtschaftliche Rechte zugestand. Es richtete sich nach dem Privileg Kaiser Friedrichs I. von 1157 für die Wormser Juden. Es wurden aber auch einige andere Bestimmungen getroffen, wie den Terminus der Stellung des Kaisers als oberster Gerichtsherr, das Austragen interner Zwistigkeiten vor dem hier erstmals genannten Vorsteher der Juden sowie Schutzmaßnahmen, wie dem Verbot der Zwangstaufe.
Auf eine dauerhafte Grundlage wurde die Rechtssituation aller österreichischen Juden sechs Jahre später durch Herzog Friedrich II. gestellt. Mit dem Erlass seiner allgemeinen Judenordnung 1244 schuf er nicht nur eine für lange Zeit gültige rechtliche Basis für die Juden Österreichs, sondern dieses Privileg hatte eine starke Vorlagenwirkung in zahlreichen angrenzenden Ländern. Dieses Privileg bot eine sehr umfassende Regelung etlicher Bereiche jüdischen Lebens, aber vor allem auf dem wirtschaftlichen Gebiet. Im Pfand- und Geldverleihgeschäft erhielten die Juden neben weitgehenden Sonderrechten sogar herzöglichen Schutz, denn eine Schädigung jüdischen Gutes glich einer Schädigung des Herzöglichen Gutes, da Juden nun Herzögliches Eigentum waren. Obgleich ein großer Teil der Satzungen wirtschaftliche Bestimmungen bildeten und somit die Grundlage des jüdischen Geschäftslebens verändert wurde (vom Warenhandel zum Geldgeschäft), sind auch zahlreiche das allgemeine Leben betreffende Artikel zu finden.

So wurde etwa die Ermordung eines Juden mit dem Tod bestraft, die Synagogen und Friedhöfe unter Schutz gestellt. Die Juden wurden ausdrücklich aus der Gerichtsbarkeit der Städte, also aus der Zuständigkeit des Stadtrichters ausgenommen und direkt dem Herzog unterstellt. Als Gerichtsort wurde ausschließlich die Synagoge festgelegt und der sogenannte Judenrichter wurde zuständig für die Schlichtung von Streitigkeiten zwischen Juden und Christen. Des Weiteren wurde in dem Privileg unter § 14 festgelegt, dass ein Christ zum Tode verurteilt und sein ganzes Vermögen eingezogen werden soll, wenn er den Judenkirchhof verwüstet:
„...item si christianus cimeterium Judeorum quacumque temeritate dissipaverit aut invaserit, in forma iudicii moriatur, et omnia sua proveniant camere ducis, quocumque nomine nuncupentur...“
Da die Juden am Anfang des 13. Jahrhunderts in Wien bereits eine Synagoge besaßen, liegt die Vermutung nahe, dass zu dieser Zeit auch ein gemeinsamer Friedhof vorhanden war.

Ottokar II. Premysl folgte diesem Weg der freundlicheren Judenpolitik und bestätigte zunächst die Judenschutzbulle Papst Innozenz’ IV., in den Jahren 1255, 1262 und 1268 erneuerte er die Satzungen Friedrichs II. und nahm einige Änderungen vor. So wurde etwa 1255 das kurz zuvor durch den Papst erlassene Verbot der Blutbeschuldigung mit aufgenommen und 1262 der bis dahin seit 1244 festgesetzte Zinssatz von maximal 8 Pfennig pro Pfund und Woche freigegeben. Im Privileg von 1255  wird auch auf die Totenüberführung eingegangen. Im Paragraph 13 des Privilegs von 1255 heißt es: 
„Item ob die Judn nach irr gewonhait ettlich nach irn toden vons tatt zu statt oder von gegent zu  gegent oder von lant zu lant fuertn, Ob aber In ain mautter ichts ab wolt nötn, der sol als ain rauber püest werden“. 
Diese Genehmigung, die Leichen mautfrei von Ort zu Ort zu überführen, sagt nur, dass man die Toten in einen bestimmten Ort oder in ein bestimmtes Land überführte.
Im Laufe des 14. Jahrhunderts kam es zu einer Verschlechterung der Rechtssicherheit der Juden. Ein wichtiges Machtmittel zur Bevorzugung von Adeligen war die Vernichtung von Schuldbriefen, in denen der Herzog, zum Vorteil der adeligen Schuldner, die Schulden bei dem jüdischen Geldverleiher für „getötet“, also für nicht mehr existent erklärte. Der Hauptgrund des Interesses eines Landesfürsten an den Juden war stets im finanziellen Bereich zu sehen. Für die Deckung finanzieller Bedürfnisse ist auch die „Judensteuer“ zu erwähnen. Parallel zu den rechtlichen Regelungen weltlicher Herrscher waren spätestens seit dem Vierten Laterankonzil von 1215 eine Reihe antijüdischer oder zumindest auf eine Trennung der beiden Bevölkerungsgruppen abzielender Regelungen, immer wieder von kirchlicher Seite verlangt und bestätigt worden.

#### Vom Wiener Provinzialkonzil 1267 bis zum Ende des Ghettos durch die Wiener Gesera 1421
Die Kreuzzüge änderten die Haltung der Kirche zu den Juden drastisch. Nach dem IV. Laterankonzil 1215 wurde von der Kirche die soziale und gesellschaftliche Trennung gefordert. Aber während in den westlichen Ländern judenfeindliche Konzile gehalten wurden, folgte der deutschsprachige Raum nur zögernd nach. Die Kirche beklagte, dass Juden noch immer wichtige Positionen innehielten und nicht unter strengen Regeln lebten. Deswegen betraute Papst Clemens II. im Jahre 1265 Kardinal Guido, einen Zisterzienser, mit der Aufgabe, antijüdische Konzile zu organisieren. Die Aufgabe des Kardinals wurde mit der des Propheten Jeremia verglichen: „auszuroden und einzureissen, zu beseitigen und zu vernichten, aufzubauen und zu pflanzen (Kap.1,10)“. Vom 10. bis zum 12. Mai 1267 tagte unter seiner Aufsicht im Stephansdom in Wien das 22. Provinzialkonzil. Unter den vielen Geistlichen gab es 16 Bischöfe, darunter Johann III. von Prag, Peter von Passau, Bruno von Brixen, Konrad von Freising, Leo von Regensburg und Amerlich von Lavant. Die von der Kirche gewünschten judenfeindlichen Bestimmungen wurden vorgeschlagen und die soziale und räumliche Absonderung der Juden gefordert.

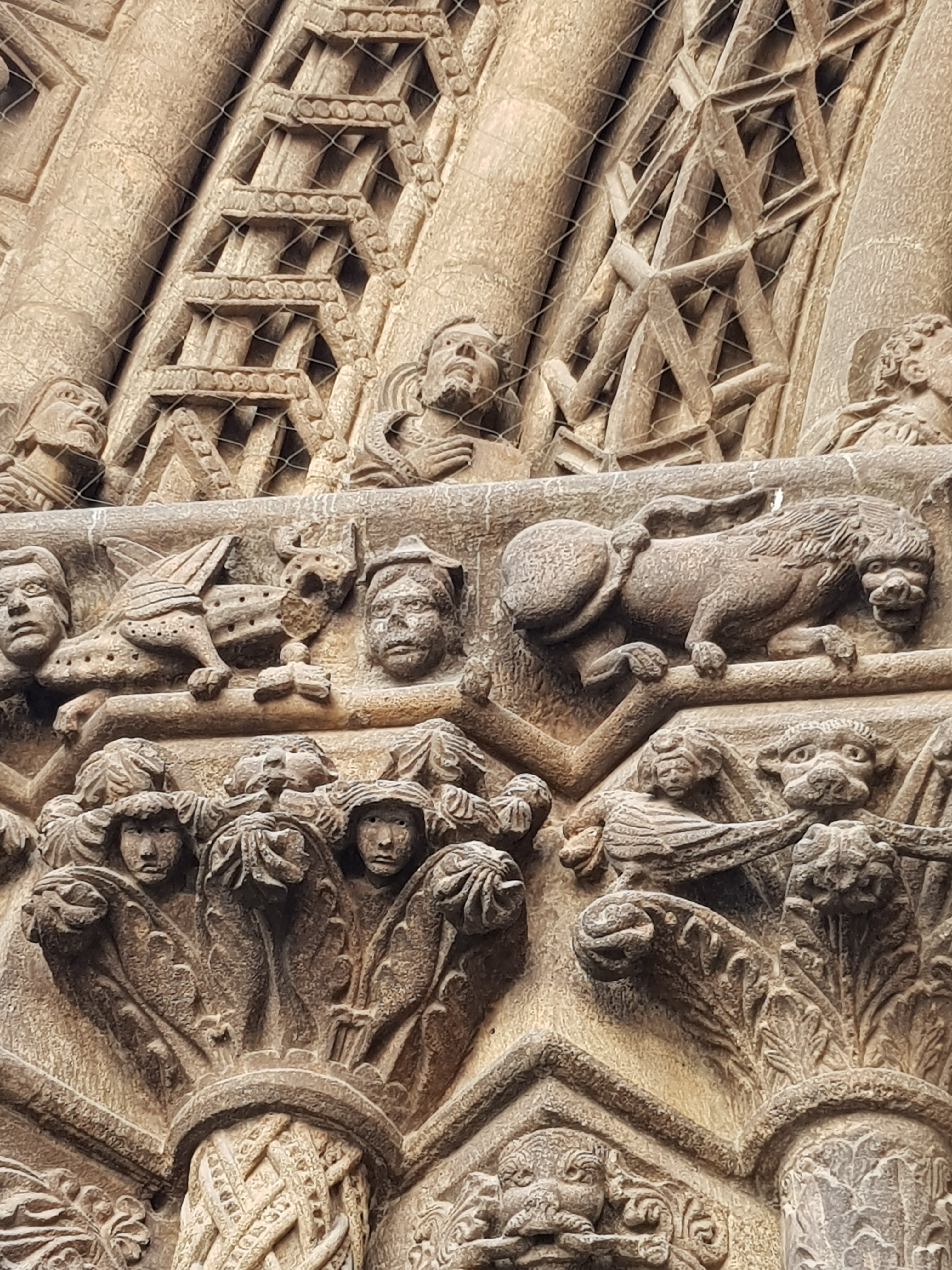
Zwischen einem Drachen und einem Löwen befindet sich der durch einen Judenhut erkennbare Jude am Stephansdom

Juden mussten nun einen Judenhut tragen, durften keine christlichen Badehäuser oder Wirtshäuser besuchen, keine christlichen Dienstboten halten und keine öffentlichen Dienste benützen. Für Geschlechtsverkehr zwischen einem Juden und einer Christin, für gemeinsames Essen und Trinken, Feiern jüdischer Feste oder Hochzeiten oder für den Kauf von Speisen bei Juden wurden Christen bis hin zur Exkommunikation schwer bestraft. Zudem durften Juden keine neuen Synagogen errichten und alte nicht erneuern oder erhöhen und erweitern. Diese Bestimmungen geben einen Einblick in die Beziehungen der Juden zu ihren christlichen Nachbarn; anscheinend kam es täglich zu gut gepflegtem Kontakt und geselligem Verkehr. Zwar waren diese Beschlüsse keine gesetzlichen Bestimmungen, sondern eher Richtlinien für die Judenpolitik im deutschsprachigen Osten und Norden, dennoch markierten sie eine Wende in der Geschichte der jüdischen Gemeinde und ihrer Beziehung zu ihren Nachbarn.

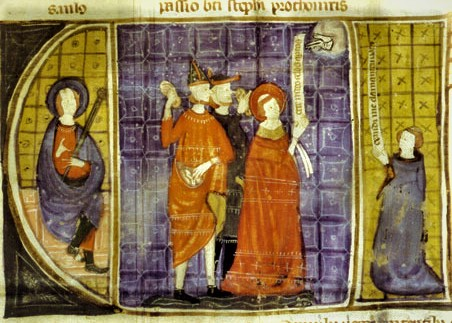
Der erste Buchstabe in der Ablassurkunde zeigt die Steinigung des Stephanus durch Juden.

Auch der Stephansdom ist heute noch ein Zeuge der jahrhundertelangen Geschichte des christlichen Antijudaismus, der Juden unter anderem als Christusmörder verunglimpfte. Im Riesentor an der linken Seite der Frieszone über den Säulen findet sich ein Kopf eines Menschen mit einem spitzen Hut. Die Darstellung des Juden ist zwischen Drachen und Löwen und anderen magischen Wesen abgebildet.
Kurz vor der Einweihung des gotischen Neubaus der Chorschiffe von St. Stephan gingen die Finanzmittel für den Bau aus. Um zu Geld zu kommen, beantragte der Pfarrer eine Ablassurkunde vom Papst, welche am 5. November 1339 von zwei Erzbischöfen und zehn Bischöfen ausgestellt wurde. Die Urkunde wurde am Tor angenagelt und damit die Bevölkerung zu Spenden angereizt werde, versprach man denen, die einen Beitrag für den Bau leisten würden, einen Ablass von den Sündenstrafen zu bekommen. In der geschmückten und ausgemalten Initiale der Urkunde sind Juden mit spitzen Hüten dargestellt, die den Kirchenpatron Stephanus mit Steinen bewerfen. Stephanus galt als Märtyrer und ist somit auch auf der Abbildung rot (als Farbe des Blutes) gekleidet. Aus solchen Beispielen wird klar, dass die Feindlichkeit zwischen Christen und Juden nicht ursprünglich gegeben war, sondern von Geistlichen absichtlich in die Gesellschaft eingebaut wurde.
Während der Regentschaft Albrechts II. schützte er auch die Juden vor Verfolgungen und beschränkte sogar den Kirchenbesitz. Von den gefürchteten Pulkauer Verfolgungen blieb die Gemeinde verschont, während etliche andere Gemeinden vernichtet wurden, ohne dass Albrecht II. einschreiten konnte. Doch als 1349 an der Pest, die in ganz Europa wütete, an einem Tag 1200 Wiener starben, wurden die Juden der Brunnenvergiftung beschuldigt, ein Pogrom folgte, obwohl auch ihre Gemeinde viele Pestopfer zu beklagen hatte. Viele Juden begingen in der Synagoge Selbstmord, nur wenige überlebten, obwohl Albrecht II. die Ausschreitungen einzudämmen versuchte. Trotzdem lebten bald wieder Juden in Wien. Am 20. Juli 1361 bestätigte Herzog Rudolf IV. das Judengericht, das über interne Angelegenheiten der Juden zu entscheiden hatte. An der Spitze saß ein Christ, der vor allem mit dem Eintreiben der Judensteuern und als Vermittler zwischen Juden und Behörden beauftragt wurde.
Schließlich wurde in der Wiener Gesera (1420/21) unter Albrecht V. wegen den üblichen antijüdischen Beschuldigungen wie Hostienschändung die Gemeinde teils vertrieben und fand teils den Feuertod auf dem Erdberg. Manche aber begingen in der Synagoge den jüdischen Selbstmord, um der Zwangstaufe zu entgehen, und Rabbi Jonah steckte die Synagoge in Brand, bevor er den Freitod wählte. Überlebende wurden in die umliegenden Länder verstreut.

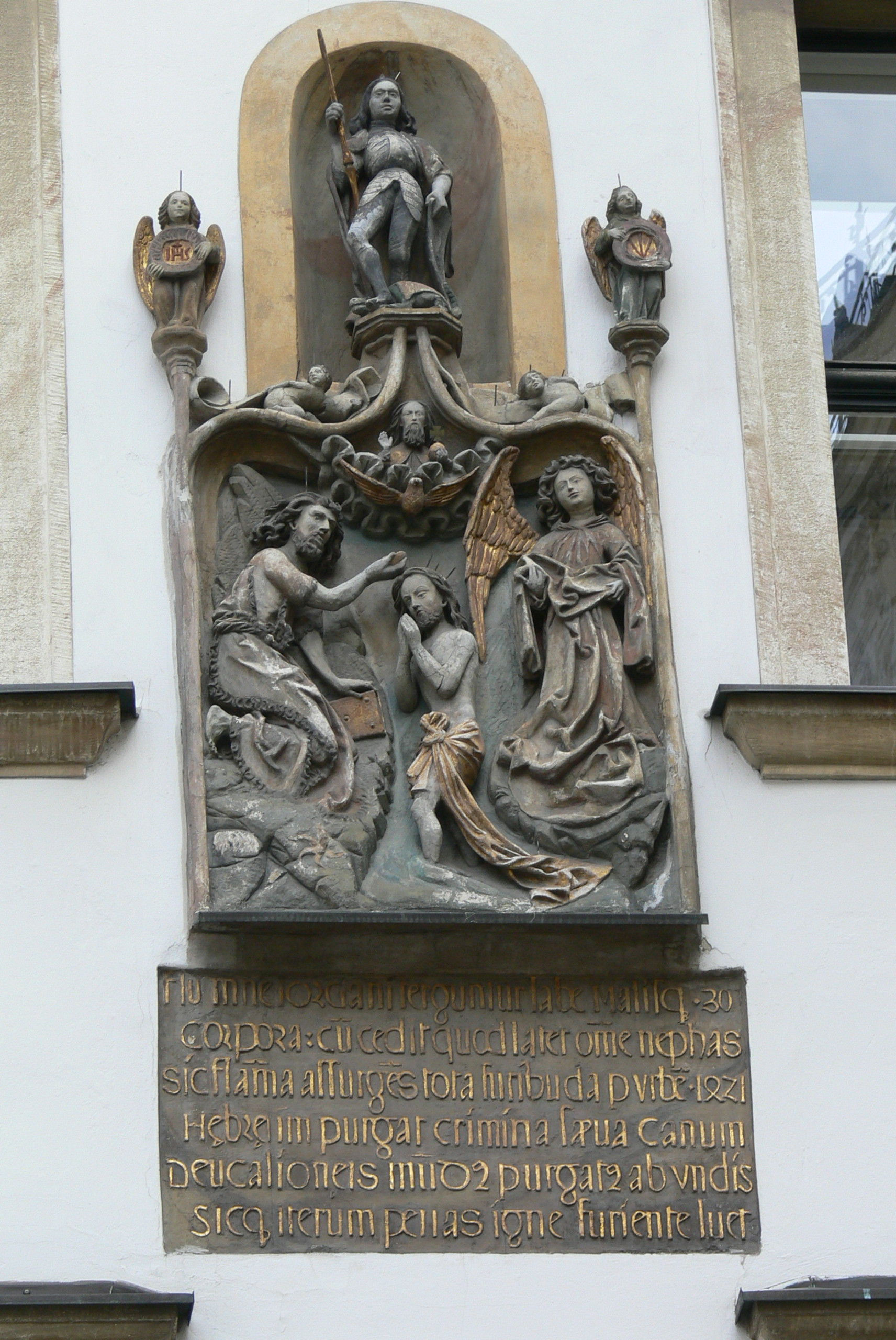
Am Haus „Zum großen Jordan“ (Judenplatz) ist heute noch eine Schmähplastik mit einer antisemitischen Beschriftung präsent, welche wohl nach der Vertreibung angebracht wurde.
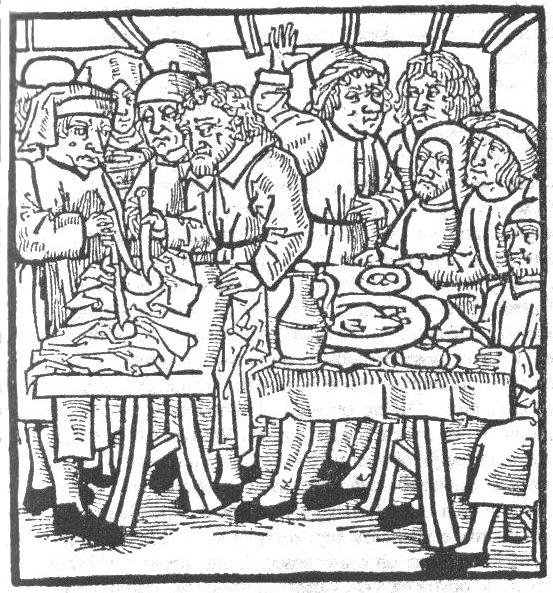
Antijüdisches Motiv, welches Juden beim Hostienfrevel darstellen soll, um 1492.
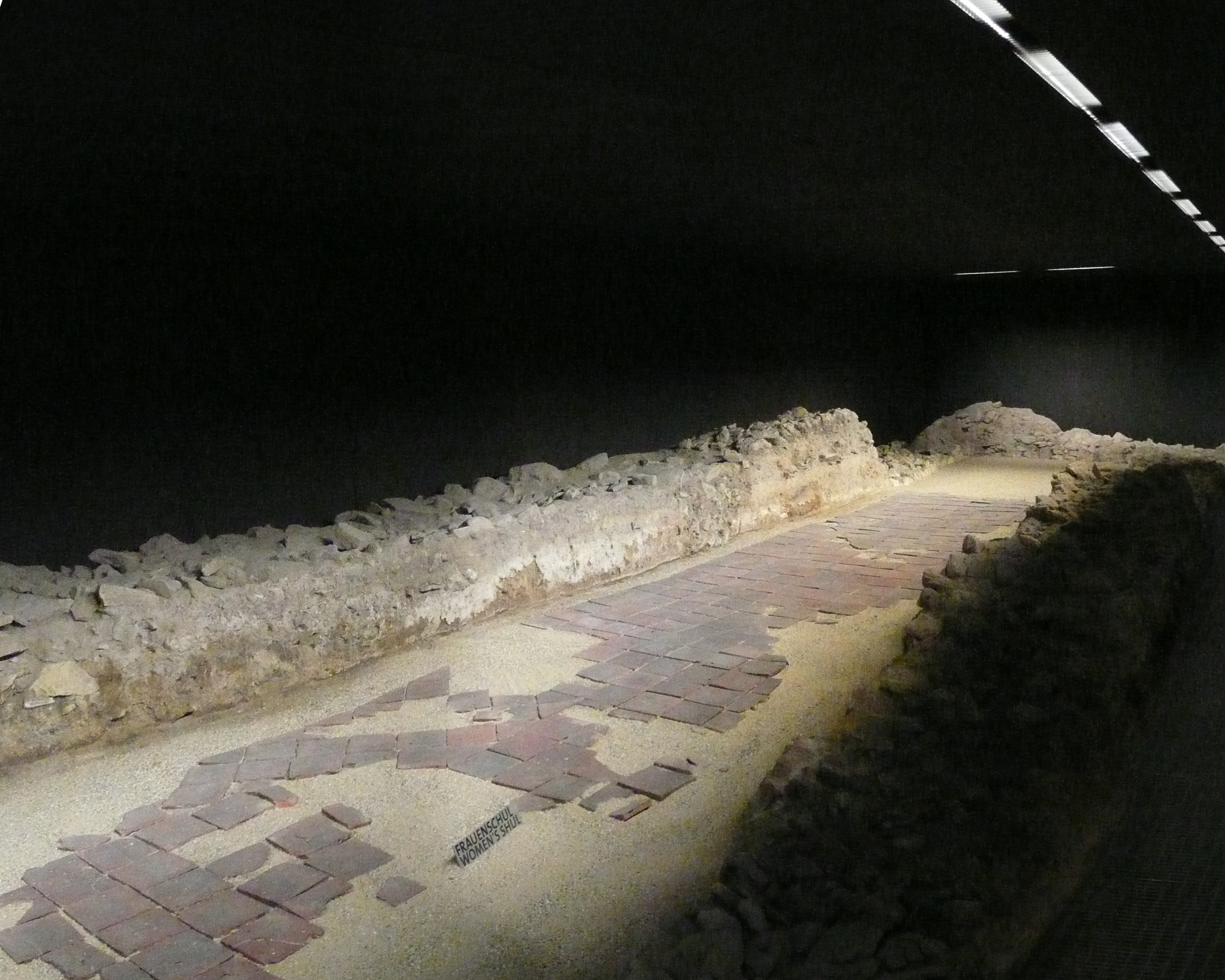
Reste der zerstörten Synagoge am Judenplatz von 1420/21
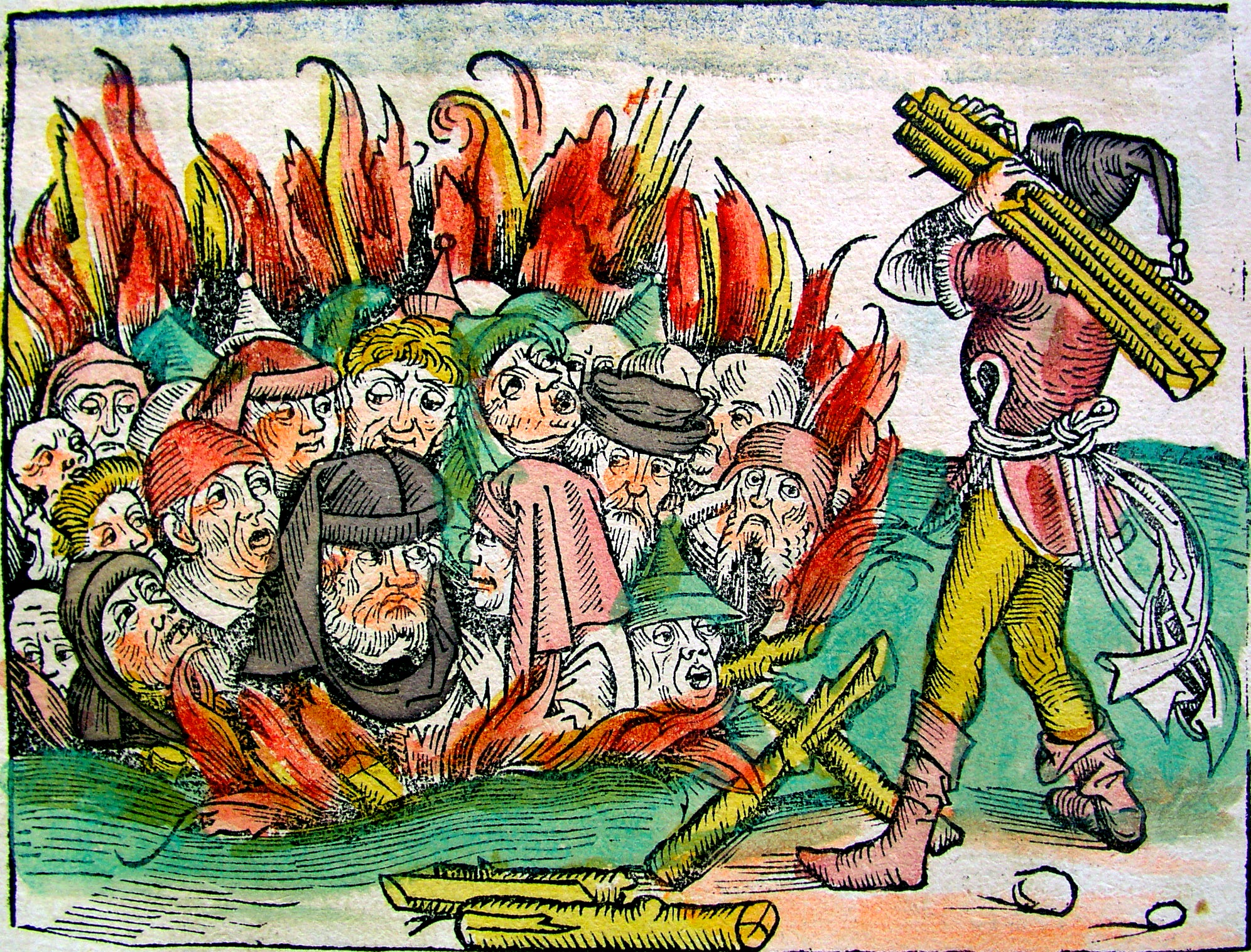
Darstellung einer Verbrennung von Juden aus der Schedelschen Weltchronik von 1493

#### Liste der Judenmeister und Rabbiner des mittelalterlichen Wiens
Quelle:
Mit der Ankunft des Isaak ben Mose in Wien im 13. Jahrhundert, wurde die Stadt ein Zentrum jüdischer aschkenasischer Gelehrsamkeit in Mitteleuropa. So folgten Generationen von führenden Rabbinern in die Wiener Rabbinerschaft.
- Salomo; nach Or Sarua stand er in Verbindung mit dem Rabbiner von Bamberg Samuel ben Baruch (um 1220 tätig).
- Izchak ben Mosche Or Sarua; 1180 in Böhmen geboren, später in Frankreich und Deutschland bei Elieser ben Joel (1140–1225) und Simcha bar Samuel tätig. Er kam um 1220 nach Wien und starb 1260 ebenda.
- Avigdor bar Elija HaKohen Zedek; in Italien geboren, studierte bei Simcha bar Samuel von Speyer und Rabbiner in Wien ab 1250, er schrieb ein Kommentar zu Schi ha-Schirim und war ein bekannter Talmudgelehrter.
- Jehuda ben David; ab der zweiten Hälfte des 13. Jahrhunderts tätig.
- Chaim ben Machir; wurde im letzten Viertel des 13. Jahrhunderts geboren und war in München tätig, wo er das Pogrom vom 17. Oktober 1285 miterlebte und in ein Klagelied verewigte. Im Jahre 1305 taucht er in Wien als Rabbiner auf.
- Moische bar Gamliel; er unterschrieb 1338 als Gemeindevorsteher zahlreiche Urkunden und Zinsrevers.
- Saadja Chaim bar Schneur; war nach Moische Gamliel in Wien tätig und unterzeichnete ebenfalls Urkunden und Zinsrevers.
- Chaim Hadgim bar Elieser; war auch ein Gemeindevorsteher.
- Tanchum bar Avigdor; auch Tennchlein genannt war ein Rabbiner und berühmter Schiedsrichter in Rechtsangelegenheiten.
- Gerschon; war Ende des 14. Jahrhunderts Rabbiner Wiens.
- Meir ben Baruch HaLevi; (1325-1406) auch Mayer von Erfurt genannt, war Rabbiner in Erfurt und Worms und Lehrer von Hillel ben Schlomo, wurde 1397 Rabbiner Wiens und heiratete die Tochter des reichen David Steuss, Hansüß, er war vermutlich auch Reichsrabbiner.
- Awraham ben Chaim Klausner; war ab 1399 in Wien tätig und schrieb Glossen zu den Minhagim von Chaim Paltiel.
- Jekel von Eger; studierte bei der Schlom von Neustadt und hatte ab1379 seine eigene Jeschiwa, er kam 1413 nach Wien und ist Sohn des Awraham Klausner .
- Jona bar Schalom; war in der zweiten Hälfte des 15. Jahrhunderts tätig, er war Gelehrter und Geldverleiher.
- Jonah, Sohn des Awraham Klausner; Opfer der Wiener Gesera und Protagonist des Kiddusch Ha-Schem.
- Meisterlein von Perchtoldsdorf; war ab 1413 in Wien als Judenmeister tätig und starb mit seinen zwei Söhnen während der Wiener Gesera.

### Frühe Neuzeit
1536 wurde eine neue Judenordnung für den vorübergehenden Aufenthalt der Juden in Wien erlassen, 1571 lebten dort wieder sieben jüdische Familien. Diese Familien unterstanden der Hofkammer und durften an jedem Ort in der Stadt wohnen. Unter Rudolf II. wuchs die Zahl weiter, 1601 gab es in der Stadt schon zwei Synagogen, von 1603 an mit dem Vorsteher Veit Munk.
Im 17. Jahrhundert traten zwei für die Wiener Judenschaft wichtige Ereignisse ein: die Thronbesteigung Kaiser Ferdinands II. 1619 und der Ausbruch des Dreißigjährigen Krieges. 1624 wurde Israel Wolf Auerbach zum Vorstand des Wiener Münzkonsortiums ernannt und regelte weitgehend die Staatsfinanzen während des Dreißigjährigen Krieges. Obwohl es bis 1624 ein Ansiedlungsverbot gab, wurden zahlreiche Ausnahmen genehmigt, so dass 1582 der neue Jüdische Friedhof Rossau in der Seegasse errichtet werden konnte.

#### Das Ghetto am Unteren Werd 1624–1670
Ferdinand zeigte sich den Juden gegenüber toleranter als seine Vorgänger, Verpflichtungen mit Gegenleistungen wurden eingehalten. Juden fungierten in den ersten Jahren des Krieges als Heereslieferanten und Geldgeber. So erkannte der Kaiser ihre Verdienste an und bestätigte gewisse Privilegien, die Gemeindeautonomie und den Bau einer Synagoge. Nur geschah dies nicht nach den Wünschen der übrigen Wiener. Ihr Protest erreichte die Baueinstellung, nicht jedoch die vollständige Ausweisung der Gemeinde. Zudem sahen die nichtjüdischen Wiener Kaufleute in prekärer Lage in den Juden eine geschäftliche Konkurrenz.
Um die Konflikte zur vermindern, beschloss der Kaiser, die Juden in ein peripher gelegenes Ghetto – und nicht wie im Mittelalter in ein zentral gelegenes mittelalterliches Viertel – umsiedeln zu lassen. Am 10. Juni 1624 erteilte Ferdinand II. dem Präsidenten des Hofkriegsrats, Rambold Graf Collalto, den Auftrag, einen geeigneten Ort ausfindig zu machen, der ihnen auch genügend Sicherheit böte. Die Wahl fiel auf den mit der Stadt durch eine Schlagbrücke verbundenen Unteren Werd (Werd = Flussinsel), ein von Überschwemmungen bedrohtes Gebiet. Dort gab es ein Gut des Bürgerspitals und eine kleine Fischersiedlung mit 14 Häusern, die die Juden kaufen und selbst mit einer Mauer umgeben mussten. Mit der Übersiedlung dorthin bekam ihre Gemeinde eine gewisse Autonomie und Schutz, nicht nur wegen der Ghettomauern, sondern auch wegen des Privilegs. Die Juden standen nun unter kaiserlichem Schutz und unterlagen seiner Jurisdiktion, nicht mehr der der Stadt Wien. Zudem wurden sie von der Kennzeichnungspflicht in der Stadt befreit und durften Vertretungen ihrer Gemeinde nach außen (sogenannte „Judenrichter“) selbst wählen.

##### Blütezeit der Gemeinde und das innere Leben
Um 1620 bestand der Gemeindevorstand aus 16 Mitgliedern; die Spitze wurde durch fünf Judenrichter gebildet, gefolgt von zwei Geschworenen (Tow Ha-Kahal), sechs Rabbinatsassessoren (sie mussten Streitereien im Vorstand und in der Gemeinde schlichten) und schließlich drei Kassierern (Gabai Zedakah, vor allem für Spenden verantwortlich).
Schon 1625 wuchs das von den Juden bezogene Wohnviertel am Unteren Werd ohne Erweiterung der Grundfläche. Aus anfänglich 15 Häusern wurden bis 1627 31, um 1652 waren es 96, 1660 schon 111, und 1669 gab es 132 Häuser. Nach dem Stand vom 26. Juli 1669 gab es 1346 Personen im Viertel. Jedoch ist zu beachten, dass sich diese Zahl auf die Personen bezieht, die zum ersten Ausweisungstermin (siehe weiter unten) die Stadt verließen. Wahrscheinlich hielten sich nach dem ersten Termin noch jüdische Familien im Ghetto auf, sodass man die Gesamtzahl der Juden zu dem Zeitpunkt auf 2000 bis ca. 3000 schätzt.
Das Ghetto bildete eine viereckartige Form. Die Taborstraße, der Augarten, die Schiffgasse und die heutigen Verkehrsflächen Malzgasse und Krummbaumgasse bildeten die Grenze des Viertels, welche über die Karmeliterkirche wieder zur Taborstraße führte. Die erste Synagoge wurde „Alte Synagoge“ genannt und befand sich in der heutigen Großen Pfarrgasse 12. Mitte des 17. Jahrhunderts wurde die zweite Synagoge errichtet. Sie wurde Klaussynagoge genannt und vom wohlhabenden Zacharis Mayr eingerichtet, der auch eine Schule und eine Talmudschule stiftete. Den jüdischen Schülern wurde es ermöglicht, kostenlos zu lernen. Der Toravorhang der Synagoge wurde von der Frau von Moses Mirls ben Jakob Ha-Levi, also Elkele bat Tanchum Meister, gespendet. Der Vorhang wurde nach der Vertreibung der Juden nach Prag gebracht, wo er heute noch im Jüdischen Museum ausgestellt wird. Das Gotteshaus befand sich an der Stelle der heutigen Leopoldskirche (sie wurde nach der Vertreibung sofort umgebaut). 1660 wurde eine dritte Synagoge errichtet.
Zahlreiche Spitäler wurden errichtet. Eines war mit der Klaussynagoge verbunden; 1632 wurde ein Hospital außerhalb des Ghettos errichtet, und wegen einer Seuche im Jahr 1666 musste in der Nähe des Friedhofsgeländes ein weiteres Spital errichtet werden. Das Ritualbad befand sich in der damaligen Badgasse.
Die Lebensverhältnisse in der Judenstadt waren nicht unhygienischer als in anderen Stadtteilen, das Ghetto „Heilige Gemeinde von Wien“ verfügte im Gegensatz zu anderen Stadtteilen auch über eine Straßenreinigung. Jedoch zeigt ein Häuserverzeichnis aus dem Jahr 1660, dass die meisten Häuser aus Stein oder Holz und einstöckig oder ebenerdig waren. Mehrere Familien mussten in einem Haus leben, indem es häufig nur eine Küche, eine Stube und ein paar Kammern gab. Doch so ähnlich waren Häuser in Vorstädten oder inneren Stadtvierteln damals gebaut.
Um die Mitte des 17. Jahrhunderts befand sich die jüdische Gemeinde in ihrer Blütezeit, sie verfügte sogar über ein eigenes Siegel, auf dem auf Hebräisch Heilige Gemeinde von Wien stand. Der erste Rabbiner – Jomtow Lipman Heller, Schüler des Rabbi Löws – wurde aus Prag berufen. Im Ghetto lebte ein bekannter jüdischer Humanist, der Arzt Leo Lucerna. In der Judenstadt wirkten viele Rabbiner, es sind jedoch nur wenige bekannt. Unter ihnen sind Menachem Mendl Auerbach (Menachem Man ben Isak, nach seiner Ausbildung in Wien tätig von 1639 bis 1645), Schabtai Scheftel Horwitz (hebr. Name: Schabtai Scheftel ben Jesaia Ha-Levi Horowitz, von 1655 bis zu seinem Tod 1660, er unterhielt eine Talmudschule).
1660 gab es also drei Synagogen mit eigenen Schulen, die talmudische Klaus Zacharias Levis, Spitäler und ein Gemeindehaus, sowie weitere Funktionsgebäude. Die Gemeinde gewann wohl an religiösem Prestige und Ausstrahlung. Nicht nur Schabtai Horwitz war ein überregional bekannter und berühmter Gelehrter, sondern auch sein Nachfolger, Gerschon Ulif Aschkenasi, ein Schüler von Joel Serkes und Menachem Mendl Krochmal. Gerschon Aschkenasi kam aus Polen nach Wien. In der jüdischen Literatur wird er als großer Lehrer beschrieben, er soll demnach eine eigene Jeschiwa unterhalten haben. Das Ghetto hatte auch seine eigene Zivilgerichtsbarkeit.
| Jahr    | Zahl der Familien | Personen            |
| ------- | ----------------- | ------------------- |
| 1571    | 7                 | ca. 40              |
| 1582    | 7-10              | ca. 40-60           |
| 1599    | 35                | ca. 200             |
| 1601    | 14                | 78                  |
| 1614    | 45                | ca. 270             |
| 1615    | 50                | ca. 300             |
| 1632    | mind. 120         | 780                 |
| 1650/60 |                   | 1.250 bis 1.500     |
| 1670    |                   | ca. 2.000 bis 3.000 |

#### Judenpolitik Ferdinands III. und Anstieg der Judenfeindlichkeit
Nach ruhigen Zeiten kamen neue Schwierigkeiten mit dem Regierungsantritt Kaiser Ferdinands III. Wieder waren die Juden von der Gnade eines neuen Herrschers abhängig. Der Bürgermeister und der Rat der Stadt baten in einer Schrift von 1637, die Juden ausweisen zu lassen. Sie beschwerten sich über die Juden und sahen sie als einzige Schuldige am Ruin der Wiener. Pribram hebt in seiner Edition der Urkunden und Akten zur Geschichte der Juden in Wien hervor, dass, auch wenn die Juden dem Kaiser Abgaben liefern,
„so gewinnen sie doch solches nit durch ihren Fleiß und Arbeith oder aus ligenden Güetern, sondern saugen es zuvor aus den armen Christen, daß alo bey ihrer Dargab weder Gedeyen noch Segen sein kann...“
In der Jurisdiktion wies Ferdinand II. alle Streitsachen der Juden nicht dem Wiener Magistrat, sondern dem Obersthofmarschallamt zu. Ferdinand III. jedoch stellte 1638 Rechtsangelegenheiten unter die Verantwortung und Gerichtsbarkeit des Magistrats. Solche Unsicherheiten führten zum Streit zwischen der jüdischen Gemeinde und der Stadt, auch zur Ausschreitungen zwischen der nichtjüdischen Bevölkerung und den Wiener Juden.
Kriminalfälle häuften sich, bekannt war der Fall von Chazzim aus Engelberg (Böhmen). 1636 trat er zum Christentum über und änderte seinen Namen zu Ferdinand Franz Engelberger. Als Judenmissionar wurde er weniger bekannt als durch seine kriminelle Tat. Er versuchte mit zwei jüdischen Gesellen einen Diebstahl in der kaiserlichen Schatzkammer. Sie wurden erwischt, wie seine Mitschuldigen sollte er durch den Strang hingerichtet werden. Unmittelbar vor der Exekution widerrief er sein christliches Bekenntnis, welches er kurz davor in der Kommunion bezeugt hatte, und bezichtigte sich selbst der Hostienschändung. Die Hinrichtung wurde unterbrochen, und nichtjüdische Wiener begannen, die zahlreichen neugierigen jüdischen Zuschauer zu erschlagen und ihre Häuser zu plündern. Um die Lage zu beruhigen, musste die Miliz einschreiten. Am 26. August 1642 wurde Engelberger auf vier verschiedenen Hauptplätzen gefoltert, anschließend verstümmelt und kurz vor dem Feuertod lebend gebraten.

#### Ausweisung der Juden 1670
Trotz allen Schwierigkeiten prosperierte die Gemeinde. Die Bevölkerung wuchs, Gemeindeeinrichtungen wurden ausgebaut, ein weiteres Gotteshaus und ein Spital gebaut. Die Lage der Juden schien beim Regierungsantritt von Leopold I. nicht bedrohlich. Der Kaiser, wohlgesinnter als sein Vater, bestätigte ihnen am 26. August 1659 ihr Privilegium und schützte sie in den nächsten Jahren vor Übergriffen der Nichtjuden und des Magistrats. Jedoch änderte sich die Stimmung des Kaisers aus ungewissen Gründen, aber eine ganze Reihe von Ereignissen, Gerüchten und die ständige judenfeindliche Haltung der christlichen Bevölkerung und der Stadt Wien trugen zu einer gewaltsamen Lösung bei. So kam es zur zweiten Vertreibung der Juden durch Leopold I., welche 1669 angeordnet und 1670 vollstreckt wurde.
Die Vertreibung hatte gravierende finanzielle Folgen. Preisrückgänge, Verlust von Einnahmequellen wie die Judensteuer oder Mietzinsen und ein leidendes Geldgeschäft brachten die Hofkammer dazu, sich gegen die Ausweisung auszusprechen. Sie verfolgte den Plan, den Kaiser aufgrund von fiskalischen Rücksichten zu einer Zurücknahme der Maßnahmen zu überreden. Ihr Plan deckte sich angeblich mit den letzten Angeboten der Juden, welche die Hofkammer wohl aufgenommen hat oder dadurch angeregt wurde. Es kam in Wischau (Mähren) am 26. September 1673 zwischen dem Grafen Breuner und Gabriel Sellb als Vertretern der Behörden und Hirschl Mayr sowie weiteren Juden als Vertretern der vertriebenen Gemeinde zur Aussprache über diese Option und zum Vorschlag: Man werde den reichen Juden unter den Vertriebenen die Rückkehr gestatten, falls diese eine einmalige Aufnahmegebühr von etwa 300 000 Gulden und für fernere Aufenthaltsrechte 10 000 Gulden pro Jahr abführen sollten. Des Weiteren argumentierte die Hofkammer, dass die Aufnahme der Juden und die folgenden Einnahmen ein großer Vorteil für den Staat und die Bevölkerung sei. Dennoch fand der Kaiser, dass die Angelegenheit von höchster theologischer (also religiöser) Wichtigkeit sei, und somit waren die sich bis 1675 hinziehenden Verhandlungen zum Scheitern verurteilt. Die Juden blieben fern, nur einzelne wurden zugelassen, welche die Geschichte der Wiener Juden für die nächsten Jahrhunderte begannen.

#### Das Zeitalter der Hofjuden
Während im 17. und 18. Jahrhundert der Merkantilismus die Wirtschaft zunehmend unter die Staatsgewalt stellte, errangen Hofjuden mit individuellen Aktivitäten im fürstlichen Auftrag während des Absolutismus quasi als Pioniere der freien Wirtschaft einen großen Spielraum.
Jahrzehntelanger Zweifrontenkrieg und die Zweite Wiener Türkenbelagerung 1683 zerrütteten die österreichischen Staatsfinanzen und die Wirtschaft. Samuel Oppenheimer, der seit 1660 Armeelieferant und Kammeragent des Kurfürsten Karl Ludwig von der Pfalz gewesen war, wurde als Finanzier nach Wien berufen. In den Kriegsjahren diente er dem kaiserlichen Hof als unentbehrlicher Oberhoffaktor, da er für alle Kriegsschauplätze Material und Heeresbedarf in jeder Menge besorgte. So finanzierte er den größten Teil der Donauflotte. Zudem wurde er auch zum Hoflieferanten und Hofbankier, machte Darlehens- und Wechselgeschäfte und lieferte dem Hof allmögliche Luxusgüter, besorgte Bauholz für das Schloss Kaiserebersdorf und versorgte sogar das erzherzogliche Futteramt mit Stroh, Hafer und Heu.
Dennoch beruhte seine Position auf schwachem Fundament. Ein Großteil der Bevölkerung machte ihn für die schweren Steuern, die wirtschaftliche Not der Armen und den armseligen Zustand der schlecht bezahlten, schlecht gekleideten Armee verantwortlich. Am 21. Juli 1700 ging die Menge gegen sein am Bauernmarkt gelegenes Haus vor. Das Haus wurde gestürmt und geplündert, Briefe und Urkunden zerrissen, Möbeln und Einrichtungen gestohlen und zum Teil demoliert. Als die Wache einschritt, kamen mehrere Plünderer ums Leben, teils im Gefecht, teils durch Tod am Strang. Der Schaden wurde laut offiziellen Angaben auf 100.000 Gulden geschätzt.
Nach Oppenheimers Tod 1703 wurde dessen Neffe Samson Wertheimer, der aus Worms nach Wien gerufen worden war, zum Hoffaktor ernannt. Ausschlaggebend waren seine finanziellen Leistungen im Spanischen Erbfolgekrieg. Ihm wurde sofort ein Schutzbrief mit Garantie freier Religionsausübung und freien Aufenthalts erteilt. In Wien konnte er jedoch nicht als Rabbiner wirken, sondern ging zu diesem Zweck nach Eisenstadt, das zu den Siebengemeinden gehörte, in denen auf Einladung von Paul I. Fürst Esterházy jüdisches Leben willkommen war. Die Stellung Oppenheimers und Wertheimers blieb an ihre persönliche Begabung und Person gebunden, denn schon ihre Söhne hatten Schwierigkeiten, das Vermächtnis zu retten und gegen den Niedergang der Häuser zu kämpfen.

#### Anfang des 18. Jahrhunderts
Seit dem Frieden von Passarowitz von 1718 gab es in Wien eine kleine sephardisch-türkische Gemeinschaft. Sie standen als Untertanen des Sultans unter seinem Schutz und bildeten unter Karl VI. eine Religionsgemeinde mit einer eigenen Synagoge, was der überwältigenden aschkenasischen Mehrheit erst durch Kaiser Franz Joseph I. gewährt wurde. Um 1885 errichtete die sephardische Gemeinde den Türkischen Tempel. Karl VI. führte eine eher judenfeindliche und restriktive Judenpolitik: zahlreiche Verbote, Gesetze und drei Judenordnungen von 1718, 1721 und 1723 zielten darauf ab, die Zahl der jüdischen Bevölkerung zu beschränken.

#### Theresianische Zeit
Unter Maria Theresia wurde diese antijüdische Haltung fortgeführt. Es gab neue Bedrängungen durch strengere Judenordnungen 1753 und 1764. Nichtsdestoweniger wirkte der jüdische Hoffaktor Diego d’Aguilar in Wien und finanzierte große Projekte. 1742 borgte er dem Hof 300.000 Gulden, damit Maria Theresia das Schloss Schönbrunn erweitern konnte. Er gilt auch als einer der Gründer der Sefardischen Gemeinde in Wien. 1777, wenige Jahre vor ihrem Tod, schrieb die Monarchin:
„Künfftig solle keinen Juden, wie sie Nahmen haben, zu erlauben, hier zu, sein ohne meiner schrifftlichen Erlaubnus. Ich kenne keine ärgere Pest von Staatt als diese Nation, wegen Betrug, Wucher und Geldvertragen, Leüt in Bettelstand zu bringen, alle üble Handlungen ausüben, die ein anderer ehrlicher Man verabscheüete;...“
Juden gewährte sie nur hinter einem Paravent, einem Sichtschutz, Audienz. Als Kaiser Franz I., ihr Mann, im Jahr 1762 Göding in Mähren kaufte, mussten die dort ansässigen Juden den Ort verlassen, da Maria Theresia sie nicht duldete. Nichtsdestoweniger machten die jüdischen Gemeinden der Monarchie ihre Treue der Schutzherrin gegenüber deutlich. Im Oktober 1752 lebten 452 Juden unter dem Schutz von an 12 Familienoberhäuptern verliehenen Schutzbriefen.
Nach einer Judenordnung vom 5. Mai 1764 durften sich Juden fünf bis zehn Jahre lang in Wien aufhalten, sie mussten einen verstärkten Dienst in der Volkswirtschaft leisten und durften bei wirtschaftlichem Erfolg länger bleiben. Die Judenordnung macht die merkantilistische Wirtschaftspolitik deutlich: Juden sollten mit inländischen Manufakturerzeugnissen Handel treiben und zahlreiche Fabriken gründen. Jeglicher Handel mit ausländischen Waren wurde strengstens untersagt. Unter Maria Theresia wirkten Hoffaktoren und Hofagenten wie Franz Anton von Sonnenfels (Bruder des Joseph von Sonnenfels), Adam Isaak von Arnstein (1721–1785) und Abraham Wetzlar (1715–1799).
Viele Hofjuden hielten sich an die traditionellen Gesetze des Judentums. Viele Nachkommen der Hofjudenfamilien ließen sich jedoch taufen, wie Abraham Wetzlar, dessen Sohn Raymund Wetzlar ein Freund von Amadeus Mozart wurde und so zum Taufpaten des nach ihm benannten Sohnes von Mozart, Raymund, wurde. Der Vater von Joseph von Sonnenfels, Lipman Perlin (aus Berlin kommend nach Nikolsburg gezogen), ließ sich, wie auch sein Sohn, taufen. Als Aufklärer setzte er sich für die Abschaffung der Folter und der Todesstrafe ein und führte auch die Wiener Straßenbeleuchtungen ein. Unter dem Einfluss der Haskala, der Emanzipation und der Aufklärung häuften sich die Übertritte zum Christentum.

#### Zeitalter der Aufklärung, Haskala und Josephinische Gesetzgebung

##### Die jüdische Aufklärung
Jüdische Aufklärer, Maskilim genannt, versuchten unter Juden, die weltliche Bildung zu verbreiten. So sollten alle Juden Deutsch lernen, damit die Integration in die Gesellschaft erleichtert werden und somit die Gleichstellung und Gleichberechtigung folgen konnte. In der ersten Hälfte des 18. Jahrhunderts erlebte Berlin einen Aufschwung, sei es bei Einwohnerzahlen, im Handel oder eben als Anziehungspunkt für Intellektuelle. In diesem intellektuellen Klima fand sich der Ausgangspunkt der Haskala wieder. Eine zentrale Figur der Haskala war Moses Mendelssohn, der sich gemeinsam mit Israel Samosc, Aharon Gumpertz und Abraham Kisch, weltliches Wissen anlegte und die Bibel auf Deutsch mit hebräischen Buchstaben übersetzte, um jüdische Leser zum Deutsch lernen zu bringen.
Die ersten Maskilim in Wien waren meist, wie Mendelsohn selbst, Autodidakten und fungierten als Hauslehrer oder arbeiteten bei den ersten nichtjüdischen hebräischen Druckereien (Juden war es nicht gestattet, eine Druckerei zu besitzen oder gar Drucker zu sein), die von Josef Hraschansky, Josef Lorenz von Kurzböck und von Anton Schmidt gegründet wurden. Als um 1800 der Import hebräischer Schriftbücher verboten wurde, stieg Wien zu einer Monopolstellung im Kaiserreich auf. Die Druckereien versorgten das ganze Land mit Werken der Haskala und erreichten ein großes Publikum, vor allem aber in den östlichen Gebieten wie Galizien, wo die Misnagdim die Einflüsse der Maskilim und chassidischer Strömungen einzudämmen versuchten.

##### Josephinische Toleranzedikte
In einem Handbillet skizzierte Joseph II. seine Vorstellungen für eine neue Judenpolitik. Dieses Billet wurde schließlich der österreichischen und der ungarischen Hofkanzlei vorgelegt, bei denen es zu heftigen Debatten kam. Befürwörter der Toleranz waren die Hofkammer und der Staatsrat, während sich die österreichische Hofkanzlei und die Kirche dagegen aussprachen.

Primäres Ziel des Toleranzpatents war wohl die Steigerung des wirtschaftlichen und ökonomischen Nutzens der Juden. So erklärte der Kaiser in einer Resolution vom 1. Oktober 1781, dass er keineswegs beabsichtige,
„Die jüdische Nation in den Erblanden mehr auszubreiten oder da, wo sie nicht toleriret ist, neu einzuführen, sondern nur da, wo sie ist, und in Maß, wie sie als toleriret besteht, dem Staate nützlich zu machen“.
 Das Toleranzpatent für die Juden Wiens und Niederösterreichs folgte am 2. Jänner 1782, nach denen für Böhmen und Schlesien. Die moralische Stellung der Juden änderte sich schlagartig. So wurden alle demütigenden und beschämenden Abzeichen oder Trachten abgeschafft, wie auch das Verbot, am Sonntagvormittag auszugehen. Der Besuch öffentlicher Wirtshäuser, Lokale und das Wohnen in jeder Gegend (in Wien) und das Halten von christlichen Dienstboten wurde erlaubt. Kunstakademien und Hochschulen öffneten sich für Juden, und die Leibmaut für Juden wurde abgeschafft. Letzteres brachte immer wieder viel Unwillen; nach Wien kommende fremde Juden wurden bis dato dem Vieh gleichgestellt und mussten so auch für sich eine Gebühr zahlen. Vor allem aber wurden Verordnungen, welche die Juden wirtschaftlich behinderten, aufgehoben, was bedeutsame Vorteile für die Juden im Handel erbrachte. So wurden ihnen zu dem ersten Mal seit der Einführung solcher Gesetze im Hochmittelalter die Wahl der Gewerbe und Handelszweige freigegeben. Zudem wurden sie, wie auch unter Maria Theresia, dringlich aufgefordert, Manufakturen und Fabriken zu gründen.
Obwohl die Lage der Juden sich im Gegensatz zu anderen Gebieten sehr verbesserte, brachten die Patente gewisse Erschwerungen mit sich. Juden durften immer noch keinen Grund besitzen und durften Dokumente nicht auf Hebräisch oder Jiddisch verfassen. Zudem mussten ihre neulich erlaubten Schulen Deutsch oder Ungarisch lehren, was bei den Maskilim Beifall fand. Sie sahen dies als die Möglichkeit, ihre Bildungs- und Erziehungswünsche und eigenen Vorstellungen zu verwirklichen. Im Rahmen der Toleranzpatente mussten am 23. Juli 1787 Juden aus allen Erbländern und Teilen der Monarchie feste Nachnamen wählen, da bis dato Juden nur Rufnamen hatten, zu denen der Name des Vaters hinzugefügt wurde (z.B Schloime ben Awrum; Salomon, Sohn des Abraham oder im Falle einer Frau: Ruchl bat Itzig; Rachel, Tochter des Isaac). Diese Familiennamen waren bis zum 30. November einem zuständigen Magistrat vorzulegen, gemeinsam mit einem Bestätigungs/Zeugniszettel eines Rabbiners, da aber in Wien kein Rabbiner wirken durfte, übernahmen zwei Mitglieder der Familien Wertheimer und Leidersdorfer diese Rolle. Trotzdem kam es manchmal zur Vergabe von diskriminierenden Nachnamen durch judenfeindliche Beamte (Namen wie Mauskopf oder Schnarch).
Im Zuge der Patente wurden Juden, falls nötig, auch zum Militärdienst herangezogen. Im Juli 1788 dienten 2 500 jüdische Soldaten in den kaiserlichen Armeen, und in der Schlacht um Belgrad gegen die Osmanen fiel der erste jüdische Soldat. Bis zum Jahr 1789 wurden sie nur in Artillerieverbänden zugelassen, später auch in regulären Infanterieeinheiten. Im Gegensatz zu anderen deutschen Gebieten gab es in den Armeen bereits jüdische Offiziere und sogar Generäle.
Sein Toleranzpatent erließ Kaiser Joseph II. unter dem Eindruck der Aufklärung und des Merkantilismus, welche wohl den Weg zur Judenemanzipation eröffneten. Erstmals wurden bestimmte bürgerliche Rechte zugestanden und manche diskriminierende Bestimmungen aufgehoben. Weiterhin verboten blieben allerdings die Bildung einer Gemeinde und das öffentliche Abhalten von Gottesdiensten sowie das Erwerben von Grundstücken. Die volle Gleichberechtigung blieb jedoch bis ins nächste Jahrhundert aus, was aber nicht den Beginn der jüdischen Assimilation im Rahmen der Emanzipation und der Toleranzedikte aufzuhalten schien.

#### Beginn jüdischer Assimilation

##### Am Vorabend der Koalitionskriege
Die besonderen Stellungen prominenter jüdischer Persönlichkeiten stellten einen wichtigen Wegbereiter für die gesellschaftliche Rezeption der Juden. Was die Oppenheimer oder Wertheimer im 17. Jahrhundert anfingen, wurde durch Familien wie Arnstein oder Eskeles fortgeführt. Diese führenden Schichten begannen sich, sozial und religiös gesehen, von der breiten Masse ihrer Glaubensgenossen zu trennen und die soziale Leiter weiter hinaufzuklettern. Ein berühmtes Beispiel wäre das der Fanny von Arnstein. Als Tochter des Berliner Gemeindevorstehers Daniel Itzig, schaffte sie es in die höchsten Kreise der Gesellschaft, sie führte literarische Salons sowie den Weihnachtsbaum in die Hauptstadt der Habsburger ein. Dank Leopold II. judenfreundliche Politik wuchs das Selbstbewusstsein der Wiener Juden weiter an. So richteten sie im Februar 1792 eine Beschwerde bittschriftlicher Art der Niederösterreichischen Regierung aus. Am 1. März 1792 starb jedoch Leopold II. und sein Nachfolger Franz II. schien die Privilegien der Juden wieder einschränken zu wollen. So blieb die Beschwerde, die unter anderem das Recht unbewegliche Güter zu kaufen, sich nach freiem Willen niederzulassen und die Zulassung in öffentliche Ämter forderte, erfolglos. Die meisten Punkte, außer kleineren Wünschen, wurden strikt abgelehnt. Trotzdem verwandelte sich das Zugehörigkeitsgefühl dieser oberen Schicht in den Kriegsjahren zu überzeugtem Patriotismus.

##### Jüdischer Patriotismus
Die Vaterlandsliebe der jüdischen Untertanen übertraf die Sympathie für die Ideen der Französischen Revolution. Die Juden übernahmen Kosten zur Aufstellung von Einheiten, wohlhabende Bankiersfamilien wie Arnstein oder Eskeles finanzierten den Tiroler Aufstand des Andreas Hofer gegen die bayrische Besatzung. Auch jüdische Offiziere fielen im Kampf, einer von vielen ist Oberleutnant Maximilian Arnstein, der 1813 in einem Gefecht bei Kolmar sein Leben ließ. Simon von Lämel (1767–1845) wurden Kriegsehren wegen seiner Verdienste als Heereslieferant verliehen. Markus Leidersdorf (jüdischer Name: Mordechai Naß, 1754–1838) organisierte das kriegswichtige Lazarettwesen, dafür wurde er vom Oberbefehlshaber der Völkerschlacht von Leipzig, Fürst Schwarzenberg, gerühmt. Am 19. Juni 1814, nach dem Sieg über Frankreich, fand in einem Wiener Bethaus ein Dankgottesdienst statt. Seitdem am 27. September 1791 in Frankreich die Juden den übrigen Bürgern gleichgestellt wurden, durften sich alle Juden der Länder, die im Einflussbereich Napoleons lagen, über eine solche Gleichberechtigung freuen. Auch in Preußen machte sie das Gesetz von 1812 zu Inländern und vollberechtigten Staatsbürgern. So glaubten die Juden im gesamten deutschsprachigen Raum auf eine Neuregelung ihrer Rechte auf dem Wiener Kongress hoffen zu dürfen.

### 19. Jahrhundert – Auf dem Weg zur Gleichberechtigung

#### Wiener Kongress und Vormärz
Nach dem Sturz Napoleons, an dessen Fall sich die Juden Wiens wie auch die Juden aller anderen deutschsprachigen Staaten beteiligt hatten, hofften sie auf die Stunde ihrer Befreiung. Ihre Hoffnungen sollten mit der Unterdrückung des revolutionären Geistes und dem systematischen Übergehen liberaler Ideen während der Neuordnung Europas enttäuscht werden. Zwar wurde der Vorschlag von Wilhelm von Humboldt (1767–1835), eine einheitliche Gleichstellung der Juden als gewöhnliche Bürger, von Preußen und Österreich akzeptiert, jedoch leisteten kleine und mittelgroße deutsche Staaten erbitterten Widerstand gegen eine solche Judenemanzipation, allem voran Hansestädte wie Hamburg, Bremen, Lübeck und auch Frankfurt am Main. Der sechzehnte Artikel der Bundesakte des Deutschen Bundes erklärte, dass die Judengesetzgebung den einzelnen Saaten überlassen ist. Die Juden Wiens unternahmen jedoch den Versuch, in einer Bittschrift vom 11. April 1815 Kaiser Franz I. um die Gleichberechtigung zu bitten. Unterschrieben wurde diese Bittschrift von Nathan Adam Arnstein, Simon Lämel, Leopold Herz und Bernhard Eskeles, allesamt durch ihre Kriegsbeteiligung angesehene Persönlichkeiten. Nach Jahren des Wartens wurde 1820 die erwartete Emanzipation einer unbestimmten Zukunft überlassen.
1824 wurde auf Fürsprache Michael Lazar Biedermanns (1769–1843) der Rabbiner Isaak Mannheimer von Kopenhagen nach Wien berufen. Da es noch keine behördliche Anerkennung der Gemeinde gab, wurde er als „Direktor der Wiener kaiserlich-königlich genehmigten öffentlichen israelitischen Religionsschule“ angestellt. Ähnlich erging es Lazar Horowitz, der 1828 als Rabbiner nach Wien berufen wurde und zunächst den Titel eines „Ritualienaufsehers“ führte. Mannheimer führte in Wien vorsichtig Reformen durch, ohne die jüdische Gemeinde zu spalten, wie das in den meisten Gemeinden Europas des 19. Jahrhunderts der Fall war. Nach Mannheimer wirkte von 1829 bis 1835 Dr. Josef Levin Saalschütz und nach ihm Leopold Breuer als Religionslehrer. Mannheimer setzte sich zusammen mit Horowitz auch für die Aufhebung des diskriminierenden „Judeneids“ (more judaico) ein. Der Kaufmann Isaak Löw Hofmann nahm von 1806 bis zu seinem Tod 1849 eine führende Rolle im Wiener Gemeindeleben ein. Am 12. Dezember 1825 legte Mannheimer den Grundstein des von Joseph Kornhäusel geplanten Stadttempels in der Seitenstettengasse 4, der am 9. April 1826 von ihm eingeweiht wurde. Im selben Jahr berief man Salomon Sulzer von Hohenems als Oberkantor an den neuen Stadttempel, wo er 56 Jahre lang tätig war. In den 1820er Jahren erfolgte also eine gewisse Gemeindeorganisation, da auch das Vereinswesen blühte; so wurde 1816 ein Frauenwohltätigkeitsverein gegründet, und Handwerkervereine entstanden. Diese versuchten, im Rahmen der erwünschten Emanzipation die auf den Handel konzentrierte Berufsstruktur der Juden zu verändern.
Seit etwa 1841 bestand in der Malzgasse 16 (2. Wiener Gemeindebezirk) die Talmud-Thora-Schule als „einzige, jüdische, streng religiöse Volksschule, die Tausende von Kindern mit glänzenden Erfolgen zu glaubenstreuen, bewußten und wissenden Juden erzog“.
Trotz zahlreicher Vorschriften für Aufenthaltsgenehmigungen kam es zu vermehrtem Zuzug von Juden, sodass die Zahl der Wien lebenden Juden stetig anstieg. Aus rechtlicher Sicht durften Juden nur dauerhaft in der Stadt bleiben, falls das Familienoberhaupt einen Schutzbrief bekommen hatte. Viele Juden fanden aber Wege, das Gesetz zu umgehen, auch im wortwörtlichen Sinn: Da fremde Juden sich 48 Stunden in der Stadt aufhalten durften, ging man oft bei einem Tor aus der Stadt hinaus, um durch das nächste Tor wieder in die Stadt zu kommen, und meldete sich einfach als Neuzugang, was oft durch etwas Geld für die Wachen vereinfacht wurde. Einen solchen Vorgang nannten die Juden mit ironischer Anspielung „kaschern“ (etwas rituell reinigen, also koscher machen). Tolerierte jüdische Familien konnten Bedienstete anstellen. So wurden oft jüdische Lehrer für die Kinder der Familien angeworben. Falls die Kinder schließlich erwachsen wurden, war es möglich sich einfach als „Mezusotanbringer“ oder „Fleischaussalzer“ eintragen zu lassen, um weiter in Wien zu bleiben. Nichtsdestoweniger lebten die meisten Juden in Wien mit sehr begrenzten Berufsmöglichkeiten und waren aufgrund ihrer Lebensbedingungen für revolutionäres Gedankengut offen und für eine Änderung gesellschaftlicher Verhältnisse; ein Auftakt zur Revolution.

#### Vom Revolutionsjahr 1848 bis zur kulturellen Glanzzeit

##### Juden und die Revolution
Schon zu Jahresbeginn 1848 entstehen Konflikte in Lombardo-Venetien und im Februar 1848 kommt es zur Pariser Revolution. Von diesen Gebieten aus verbreitete sich die gereizte Stimmung in ganz Europa. Viele jüdische Studenten setzten sich für die Revolution von 1848 ein, aber es gab auch Gegner. Am prominentesten zu nennen wäre der Bankier Salomon Mayer Freiherr von Rothschild; er finanzierte sogar die Flucht Metternichs nach England.
Eine bemerkenswerte Rolle in der Revolution spielte Adolf Fischhof, Sekundararzt des Allgemeinen Krankenhauses. Am 13. März 1848 hielt er vor Revolutionären eine Rede und gab ihnen ein revolutionäres Programm. Als das Militär auf bewaffnete Revolutionäre schoss, die Straßenbarrikaden errichteten, waren unter den ersten Opfern auch zwei Juden, Karl Heinrich Spitzer und Bernhard Herschmann. Als man alle christlichen und jüdischen Opfer auf dem Schmelzer Friedhof begrub, tauchten der Kantor Salomon Sulzer und der Prediger Isaak Noa Mannheimer auf. Die Waffenbrüderschaft und die daraus entstehende Beziehung zwischen Christen und Juden schien stärker zu werden. Das Band hielt jedoch nicht lange, und mit neuer Pressefreiheit in der Stadt verbreitete sich eine offene Judenfeindlichkeit. Dennoch hofften viele Juden auf Gleichberechtigung durch die revolutionäre Regierung. Diese gewährte die Gleichberechtigung erst am 29. Juli 1848, als die Niederlage der Revolutionäre immer näher rückte.

##### Gleichberechtigung
Nachdem 1849 Kaiser Franz Joseph I. beim Empfang einer jüdischen Delegation von einer „jüdischen Gemeinde Wiens“ sprach, bildete sich 1852 eine selbstständige Kultusgemeinde. Bis 1875 etablierten sich in ganz Österreich zahlreiche Gemeinden, Wien war eine der ersten.
1867 wurde in Cisleithanien, dem kaiserlich gebliebenen Teil des bisherigen Gesamtstaates, durch das Staatsgrundgesetz über die allgemeinen Rechte der Staatsbürger den Juden erstmals in ihrer Geschichte der ungehinderte Aufenthalt, die freie Bewegung, der Kauf oder Besitz von Immobilien und vor allem die Religionsausübung garantiert. Das interkonfessionelle Gesetz vom 25. Mai 1868 verwirklichte schließlich die rechtliche Gleichstellung der Juden Wiens.
Die jüdische Gemeinde wuchs als Folge dieser Entwicklungen sehr rasch, denn nach der Beseitigung der sogenannten Judensperren konnten sich die Juden, die schon seit dem Mittelalter ein eher städtisches Volk waren, ungehindert in Wien ansiedeln: Registrierte die Israelitische Kultusgemeinde Wien 1860 6.200 jüdische Einwohner (etwa 2,2 % der Gesamtbevölkerung), so waren es 1870 bereits 40.200 und zur Jahrhundertwende 147.000. Der seit 1850 zweite Gemeindebezirk, die Leopoldstadt, benannt nach Leopold I., der die Juden von dort 1669 / 1670 vertreiben ließ, entwickelte sich in dieser Phase zum Zentrum des Wiener Judentums. Die jüdische Bevölkerung stellte dort in der Zwischenkriegszeit fast die Hälfte der gesamten Bezirksbevölkerung, weshalb bei Nichtjuden die spöttische Bezeichnung Mazzesinsel aufkam. Einer der Gründe für eine solche Ansammlung jüdischer Bewohner war der damalige Nordbahnhof, der ein Knotenpunkt der östlichen Bahnnetzwerke im Habsburgerreich war. Im 19. und frühen 20. Jahrhundert kamen unzählige Einwanderer aus dem Osten an diesem Bahnhof in Wien an. Unter ihnen waren auch zahlreiche Juden, die sich einfach in der Nähe ihres Ankunftsortes niederließen. Während wohlhabende bürgerliche Juden an Alleen wie der Praterstraße wohnten, hatten ärmere Juden ihre Quartiere in den hinteren Gassen der Alleen.
Ebenfalls große jüdische Bevölkerungsanteile wiesen die angrenzenden Bezirke auf: die Brigittenau (1900 von der Leopoldstadt als 20. Bezirk abgetrennt) und der Alsergrund (9. Bezirk). Die in den genannten Bezirken lebende jüdische Bevölkerung, die den Großteil der jüdischen Wiener ausmachte, gehörte zumeist der Unter- oder Mittelschicht an – sie waren Arbeiter, Handwerker, Kleinunternehmer (zum Beispiel Cafés) und Händler. Die wohlhabenden Juden lebten vorwiegend in den Villengebieten von Döbling (19. Bezirk) und Hietzing (13. Bezirk) sowie im Stadtzentrum, der Inneren Stadt.

### Beitrag der Juden zur Blütezeit Wiens und der Gemeinde
In Wien lebten zahlreiche Persönlichkeiten, die für das Judentum und/oder für den allgemeinen Kulturbeitrag von großer Bedeutung waren. Als 1867 mit der Gleichberechtigung die Öffnung der höheren Bildungsanstalten für Juden kam, war ihr Berufswesen zum ersten Mal seit dem Mittelalter nicht mehr auf den Handel und das  Geldgeschäft beschränkt. Jetzt standen ihnen administrative, intellektuelle und künstlerische Berufszweige weitgehend offen. Dies war der Anfang der Glanzzeit, deren Entwicklung zu einem großen Teil jüdischen Ursprungs war.

#### Wiener Glanzzeit: Fin de siècle und Zwischenkriegszeit
Die volle Emanzipation der Wiener Juden änderte nichts am politischen Engagement zahlreicher Intellektueller. Auf der einen Seite engagierten sich Persönlichkeiten wie Victor Adler, Otto Bauer und Julius Tandler in der Sozialdemokratie für eine gerechte Gesellschaft. Sie verwirklichten viele ihrer Ziele im „Roten Wien“ der Zwischenkriegszeit. Auf der anderen Seite begründete Theodor Herzl Ende des 19. und anfangs des 20. Jahrhunderts den modernen Zionismus, der in der Schaffung eines eigenen jüdischen Staates die Lösung der Probleme des Antisemitismus und der Fragen jüdischer Identität in Zeiten wachsender Assimilation sah. Der Kultusgemeinde, die um diese Zeit vornehmlich von assimilierten Juden geführt wurde, lag Auswanderung jedoch fern. In Reaktion auf Antisemitismus wechselten auch tausende jüdische Wiener in christliche Konfessionen, was sich 1938 aber nicht als Schutz vor antisemitischem Terror herausstellte. Auch die Deutschnationale Partei, eine während der Zwischenkriegszeit judenfeindliche Partei, wurde vom Juden Ignaz Kuranda gegründet.
Als 1867 die Gleichberechtigung kam, öffnete sich endgültig der Weg zu Schulen und Universitäten für Juden. So leisteten die Juden Wiens einen wichtigen Beitrag zu Wissenschaft und Kultur und machten somit Wien zu einer wissenschaftlich und kulturell gesehen prestigereichen Stadt Europas. Aus der Vielzahl an Persönlichkeiten können hier nur einige der bekanntesten aus den verschiedenen Bereichen des Kultur- und Geisteslebens angeführt werden. Der Ruhm der Wiener Medizinischen Schule geht beispielsweise zu einem guten Teil auf die Leistungen von Ärzten jüdischer Herkunft zurück: Julius Tandler, Emil Zuckerkandl, Josef Breuer, Robert Bárány und Otto Loewi sind nur einige in der Wissenschaft berühmte Namen. Sigmund Freud, der Begründer der Psychoanalyse, wandte neue Methoden zur Erforschung der menschlichen Psyche und zur Behandlung psychischer Störungen an, und sein Schüler Alfred Adler entwickelte die Individualpsychologie. Der Rechtslehrer Hans Kelsen ist einer der wichtigsten Vertreter des Rechtspositivismus und Schöpfer der österreichischen Verfassung. Als Physiker und Physikerinnen sind Lise Meitner, Wolfgang Pauli und Felix Ehrenhaft zu nennen, als Biochemiker sind Max Perutz, als Botaniker Julius von Wiesner, als Chemiker Fritz Feigl, Leo Grünhut, Edmund von Lippmann und Otto von Fürth und als Astronom Samuel Oppenheim beispielhaft zu erwähnen. Die Begründer der modernen klassischen Musik, wie Gustav Mahler, Arnold Schönberg oder Alexander Zemlinsky, wirkten in Wien. Max Reinhardt war einer der Mitbegründer der Salzburger Festspiele. Auch besonders lang ist die Liste jüdischer Literaten und Publizisten; sie umfasst einen wesentlichen Teil der österreichischen Literaturgeschichte des 20. Jahrhunderts: darunter Arthur Schnitzler, Hermann Bahr, Hugo von Hofmannsthal und Franz Werfel, Stefan Zweig, Franz Kafka, Friedrich Torberg sowie Vicki Baum. Publizisten wie Egon Friedell, Karl Ausch, Friedrich Austerlitz oder Anton Kuh, Philosophen wie Ludwig Wittgenstein, Karl Popper, Martin Buber, Josef Popper-Lynkeus oder auch Kabarettisten wie Karl Farkas, Fritz Grünbaum, Hermann Leopoldi und Hugo Wiener waren prominente Mitwirkende.

In den Salons des jüdischen Großbürgertums fanden die Künstler das geeignete Publikum für ihre neuen Ideen, hier erhielten die Entwerfer der Wiener Werkstätte und die Jugendstilarchitekten einen erheblichen Teil ihrer Aufträge. Im Salon Berta Zuckerkandls trafen sich zum Beispiel Johann Strauss (Sohn), Gustav Klimt, Arthur Schnitzler, Max Reinhardt und Franz Theodor Csokor. Alma Mahler-Werfel lernte hier 1901 Gustav Mahler kennen. Auch die bekanntesten Cafés Wiens, Austauschorte und Besuchszentren für intellektuelle oder prominente Persönlichkeiten, hatten meist jüdische Inhaber.

#### Von Ephrussi bis zu Rothschild; bekannte städtische Erben
Abseits der zahlreichen Wissenschaftler, Künstler und Politiker prägten manche jüdische Familien nicht nur die Geschichte, sondern auch die Stadtlandschaft Wiens. So sind Warenhäuser wie Herzmanzky oder Gerngroß heute noch beliebt oder bekannt. Der 1905 verstorbene Baron Nathaniel Rothschild wurde durch seine wohltätigen Stiftungen berühmt. Er war die einzige Person in der Geschichte Österreichs, die derart  hohe Summen für die Allgemeinheit spendete. Darunter zählen die Wiener Poliklinik mit über einer Million Kronen, die Wiener Freiwillige Rettungsgesellschaft mit ebenfalls einer Million Kronen, weitere zwei Millionen spendete er für 117 wohltätige Vereine ohne Unterscheidung der Konfession. Die größte Einzelspende aber ging mit 20 Millionen Kronen an die Stiftung für Nervenkranke am Wiener Rosenhügel.
Diese Spende und eine weitere für die Heilanstalt im Maria-Theresien-Schlössel legte er in seinem Testament fest.
Auch viele Palais wurden durch die Rothschilds gebaut, etwa das historische Stadtpalais in der Theresianumgasse auf der Wieden (es wurde nach 1945 abgerissen), das Palais Rothschild in der Renngasse, das in der Metternichgasse, das Palais Albert Rothschild in der Prinz-Eugen-Straße und das berühmtere Palais Albert Rothschild. Neben der Neuen Hofburg war Letzteres das größte und bedeutendste Palais aus dem Wiener Historismus. Es wurde mitsamt zwei weiteren Rothschild Palais im 4. Bezirk von der Arbeiterkammer in den 1950er Jahren abgerissen. Das Denkmalamt leistete heftigen Widerstand, da die Gebäude in einem guten Zustand waren, entgegen der Rechtfertigung der Arbeiterkammer, die meinte, dass die Palais baufällig wären. Dem berühmten Rothschild-Spital am Währinger Gürtel erging es nicht anders. Es wurde an die Wirtschaftskammer verkauft und durch das Wirtschaftsförderungsinstitut (Wifi) ersetzt. In diesem Spital wirkten Ärzte wie Otto Zuckerkandl und Viktor Frankl. Auch der schon erwähnte Nordbahnhof, eines der prächtigsten Bahnhofgebäude auf dem europäischen Festland, durch Salomon Rothschild gegründet und hauptfinanziert, nahm den Platz eines verdrängten Erbes ein und wurde am 21. Mai 1965 gesprengt und abgerissen.
Die Bankiersfamilie Ephrussi war eine der wohl einflussreichsten Familien Europas. Im aufstrebenden Wien des 19. Jahrhunderts fand die ursprünglich aus Russland stammende Familie ihr neues Zuhause. Ihre Ahnen kamen von Odessa nach Wien und bauten sich im Herzen des Kaiserstaates ihr privates Imperium. Noch heute zeugt das Palais Ephrussi am Universitätsring 14 vom großen Erfolg und Reichtum der Familie. Konzipiert und erbaut wurde das Gründerzeit-Palais von Theophil Hansen im Stil der Neorenaissance. Der Prachtbau war eine Mischung aus Palais und Zinshaus, denn über der obligatorischen Beletage wurden auch eigene Mietwohnungen errichtet. Mit dem „Anschluss“ Österreichs an das Deutsche Reich flüchtete die Familie von Österreich nach Frankreich, Großbritannien, Spanien, in die USA, nach Mexiko und sogar bis nach Japan. Edmund de Waal erzählte erstmals 2010 in seinem Bestseller Der Hase mit den Bernsteinaugen – Das verborgene Erbe der Familie Ephrussi vom Aufstieg der Bankiersfamilie und ihrer Vertreibung durch die Nationalsozialisten. 2018 übergab Edmund de Waal 170 Sammlungsstücke als Dauerleihgabe an das Jüdische Museum Wien.

#### Glanzzeit der Gemeinde
Diese kulturellen und rechtliche Entwicklungen führten zu einem Höhepunkt jüdischen Lebens in Wien. Davon zeugen zahlreiche Persönlichkeiten, Bauten und Vereine.
Isaak Löw Hofmann, 1835 als „von Hofmannsthal“ in den Adelsstand erhoben, gehörte zu den wichtigsten Förderern traditioneller rabbinischer Werte und spornte den Bau des Wiener Stadttempels an. Isaak Noah Mannheimer gelang es als Rabbiner des Stadttempels, den Bruch zwischen Orthodoxie und Reform in der Gemeinde zu vermeiden, und Salomon Sulzer erneuerte als Kantor an seiner Seite den Gesang in der Synagoge. In der zweiten Hälfte des 19. Jahrhunderts gab Adolf Jellinek, der liberale Rabbiner einer Synagoge in der Leopoldstadt, der jüdischen Gemeinde neue Impulse. Nach dem Ersten Weltkrieg engagierte sich der dem zionistischen Ideal verpflichtete Zwi Perez Chajes als Oberrabbiner besonders im Bildungswesen, gründete das erste jüdische Gymnasium und das Jüdische Pädagogium in Wien. Das 1984 wiedereröffnete jüdische Gymnasium wurde in Würdigung seiner Leistungen nach ihm benannt. 1886 erfolgte die Gründung der Österreichisch-Israelitischen Union durch Rabbiner Bloch, die sich zum Ziel setzte, die politischen Rechte der Juden zu verteidigen, das jüdische Bildungswesen zu verbessern und den Stolz der Juden auf ihre eigene Identität zu fördern.
Der jüdische Zustrom in die Stadt ließ die jüdische Gemeinde stark wachsen. Trotzdem stammte der Zuwachs größtenteils aus den österreichischen und ungarischen östlichen Regionen der Doppelmonarchie. Das Hauptkontingent stellten Einwanderer aus Böhmen, Galizien und Ungarn, der Rest bestand meistens aus Juden aus der Bukowina und Mähren. Hierdurch änderte sich auch der Charakter der jüdischen Besiedlung, von kürzeren Aufenthalten wegen geschäftlichen Ursachen oder durch den Besitz eines Schutzbriefes (vor dem Staatsgrundgesetz von 1867), zur dauernden Niederlassung.

Diese Änderung gefiel weder den alteingesessenen assimilierten Juden Wiens noch der christlichen Bevölkerung. Die meisten Zuwanderer aus Galizien und der Bukowina stammten nämlich aus prekären Verhältnissen und waren somit religiös gesehen orthodoxer und konservativer. Sie unterschieden sich durch ihre traditionellen Bräuche, so wurden zahlreiche „Schtiblech“ (Bethäuser; Einzahl: Schtibl) oder „hejmische“ Gotteshäuser gebaut, da für sie die „Templjidn“ mit ihren großen und prächtigen Synagogen zu fremd waren. Als Beispiel könnte man die Polnische Schul der polnischen Juden anführen, die zweite große orthodoxe Gruppe war die ungarische, ihr Zentrum war die Schiffschul. Das Aussehen der orthodoxen Immigranten wurde durch den östlichen Kaftan, den Pajes und Zizes geprägt. Jiddisch war meist die einzige gut beherrschte Sprache. Durch die Flüchtlinge des Ersten Weltkrieges wurde Wien nach 1918 der Sitz von berühmten chassidischen Dynastien, wie des Czortkówer Rabbiners Israel Friedmann.
Durch wachsende Gemeindemitgliederzahlen wuchs auch die Nachfrage nach Gotteshäusern. So begann in der zweiten Hälfte des 19. Jahrhunderts eine wahrhaftige Baublüte für Synagogen, Tempel und Bethäuser. Nicht nur in der Leopoldstadt wurden Gotteshäuser errichtet, sondern in allen Bezirken Wiens, vom Währinger Tempel über den Humboldtempel zum wohl bekanntesten Tempel Wiens von vor 1938, dem Leopoldstädter Tempel. Diese 1854 bis 1858 nach Plänen von Ludwig Förster errichtete Synagoge bot 2000 Sitzplätze und diente als Vorbild für zahlreiche weitere Synagogen Europas, die im orientalischen Stil erbaut wurden, darunter die Zagreber Synagoge, die Spanische Synagoge in Prag, die Tempel Synagoge in Krakau und der Templul Coral in Bukarest. Dies  belegt die überregionale Bedeutung Wiens im Judentum und den Einfluss auf das Judentum Europas. Wien stellte ein Zentrum jüdischen Lebens dar.
Das jüdische Gemeindeleben wurde ab dem letzten Drittel des 19. Jahrhunderts durch vielfältige und verschiedene religiöse, soziale und kulturelle Vereine geprägt. Nach den Aufzeichnungen des Stillhaltekommissars für Vereine, Organisationen und Verbände, gab es am 13. März 1938 589 jüdische Vereine in ganz Österreich. Dazu kam das Erstarken des politischen Zionismus und des Sozialismus und damit die Gründung zahlreicher zionistisch-sozialistischer Vereine mit Ausrichtung auf ein künftiges Leben in Palästina. Viele Juden organisierten sich in sozialistischen und/oder zionistischen (Jugend-)Bewegungen. Die größten davon waren Haschomer Hatzair, Poale Zion (Arbeiter Zions) und die Jüdische Sozialistische Arbeiterjugend. Ein solches Zunehmen jüdischen Daseins und Einflusses ließ den Antisemitismus nicht lange auf sich warten. Die Zwischenkriegszeit kann als Vorbote des immer populären gewordenen rassistisch bezogenen Antisemitismus gesehen werden, welcher schließlich zum Völkermord führte.

### Ende der Monarchie, Erste Republik und NS-Zeit

#### 1914 bis 1919
Nach Ausbruch des Ersten Weltkriegs, 1914, und den ersten österreichisch-ungarischen Niederlagen an der Ostfront setzte im Nordosten der Monarchie, in Galizien und der Bukowina, ein Flüchtlingsstrom von 350.000 Menschen ein. Darunter befanden sich – je nach Schätzungen – 50.000 (laut damaligen Polizeiangaben) bis 70.000 (laut Arbeiter-Zeitung) Juden, die allesamt am Wiener Nordbahnhof in der Leopoldstadt eintrafen. Die Angst vor der Armee des Zaren basierte auf den zahlreichen negativen Erfahrungen der russischen Juden, die öfters Pogrome und antisemitische Gesetzgebungen erdulden mussten. Als sich die Lage an der Ostfront gebessert hatte, kehrte etwa die Hälfte wieder zurück, 25.000 blieben.
Die gesamte jüdische Gemeinschaft in Wien sowie die Beziehungen zwischen Juden und Christen wurden dadurch auf eine schwere Belastungsprobe gestellt, da die Flüchtlinge verarmt waren und kaum Arbeitsplätze fanden bzw. in Fabriken nicht aufgenommen wurden. Hatten die Deutschen die Ostjuden zu Zwangsarbeit in der Industrie verurteilt, so verurteilten sie die Österreicher zur Zwangsarbeitslosigkeit. Viele versuchten als Hausierer und Ratenhändler ihr tägliches Brot zu verdienen. Es entstanden zahlreiche Wohltätigkeitsvereine, auch christliche, die sich der Kleidersammlung und anderen Unterstützungskampagnen verschrieben. Als „Ostjuden“ mit vielen negativen Vorurteilen belastet und von Antisemiten wegen ihrer Armut noch häufiger angefeindet als assimilierte Juden wegen ihres Wohlstandes, wurde es ihnen schwer gemacht, in Wien Fuß zu fassen.
Für jüdische Soldaten ergab sich in ihren Augen, ihre Vaterlandsliebe und Loyalität unter Beweis zu stellen, um den antisemitischen Vorurteilen zu trotzen. Doch gegen Ende des Krieges half ihnen die Kriegsbeteiligung nur wenig. Die Dolchstoßlegende vom jüdischen Verräter und Feind im eigenen Land, der Schuld an der Niederlage hätte, wurde zunehmend öfter aufgegriffen und lebte nach der Aufhebung der kriegsbedingten Zensur auf. Wegen der hohen Verluste an Offizieren in den ersten Kriegsjahren mussten zahlreiche Reserveoffiziere eingezogen werden. Der hohe Bildungsgrad der jüdischen männlichen Bevölkerung führte zu einem hohen Prozentanteil jüdischer Reserveoffiziere; so dienten von den 300.000 jüdischen Soldaten 25.000 als Offiziere in der k.u.k Armee im Ersten Weltkrieg.

#### Erste Republik
Der Zerfall des Vielvölkerstaates in mehrere Nationalstaaten hatte auch für die jüdische Bevölkerung der am 12. November 1918 gebildeten Republik Deutschösterreich (1919 in Republik Österreich umbenannt) gravierende Folgen. Die Beziehungen zwischen der Bevölkerungsmehrheit und jüdischen Personen änderten sich, denn um sich selbst als Bevölkerung eines ihnen gehörenden Nationalstaates zu definieren, brauchten die Österreicher andere. In Österreich war das eben „der Jud“, weshalb der Antisemitismus noch mehr zunahm. Von nun an wohnten 90 Prozent der jüdischen Bevölkerung Österreichs in Wien.
Mit dem Ende der Monarchie, als Juden sich im gesamten Gebiet Österreich-Ungarns frei bewegen konnten, erreichte die jüdische Gemeinde in Wien in etwa jene Größe, die sie bis zu Beginn der Judenverfolgung in den 1930er Jahren behielt. Das Wiener Judentum war aufgeteilt in jene zumeist schon länger hier lebenden oder hier geborenen Juden, die sich gesellschaftlich assimilierten, und in die orthodoxen Juden, die nach traditionellen Mustern und Gebräuchen leben wollten. Bei der Volkszählung von 1923 gaben 2.434 Personen als Umgangssprache Jiddisch an, 1934 nur noch 510.
In stark jüdischen geprägten Vierteln, vor allem in der Leopoldstadt, verbreiteten antisemitische Organisationen ihre Blätter und Zeitungen, um die christliche Bevölkerung gegen die jüdische aufzustacheln. Hugo Bettauer publizierte 1922 den Roman Die Stadt ohne Juden, in dem die hinausgeworfenen jüdischen Wiener letztlich darum gebeten werden, in die Stadt zurückzukehren; darauf basierte 1924 der gleichnamige Film „Die Stadt ohne Juden“. Bettauer wurde 1925 ermordet.
Die Mehrheit der jüdischen Bevölkerung, darunter vor allem die assimilierten Juden, wählte die Sozialdemokratische Partei, die übrigen die jüdischen Parteien, die sowohl in der Monarchie als auch in der Ersten Republik zu Wahlen antraten und in ihrer Wahlwerbung hart gegen Stimmenverluste zu den Sozialdemokraten ankämpften. Zuletzt wählte fast das gesamte Judentum die Sozialdemokraten, da die jüdischen Parteien als nicht stark genug betrachtet wurden (bei den ersten Kommunalwahlen von 1919 bekam die Zionistische Partei drei Mandate im Wiener Gemeinderat, 1923 nur noch eins und 1927 keines mehr) und alle anderen Parteien antisemitisch waren und auch keine Juden aufnahmen.

Die Sozialdemokraten zeigten keine Dankbarkeit gegenüber der jüdischen Wählerschaft, sie warben auch nicht um jüdische Stimmen, damit ihr Ruf nicht durch Antisemiten beschädigt werde oder um nicht als „Judenschutztruppe“ abgestempelt zu werden. Doch auch die Partei selbst blieb nicht judenfreundlich. In der sozialdemokratischen Broschüre „Der Judenschwindel“ wurden ostjüdische Händler und Spekulanten zu den „Parasiten im Körper der Volkswirtschaft“ gezählt. Trotzdem schien die Partei oft antisemitischen Angriffen ausgesetzt, da sie als eine Art Gegenangriff den Christlichsozialen und den Deutschnationalen vorwarf, sich mit „reichen Juden“ einzulassen. Die Sozialdemokratische Partei blieb jedoch für jüdische Mitglieder offen und war im Vergleich zu anderen Parteien tolerant und weltoffen.
Als Sozialisten und Kommunisten am 1. August 1925 auf dem Praterstern gegen rechtsradikale Gewalttaten und gegen die Polizei demonstrierten, wurde in Folge eines Tumultes der unbeteiligte 21-jährige Buchhalter Josef Mohapl von einem unpolitischen, polizeibekannten Kleinkriminellen erstochen. Das Opfer wurde daraufhin von sämtlichen rechten Parteien und Zeitungen instrumentalisiert (unter anderem mit der Schlagzeile „Christenpogrom in der Leopoldstadt“) und die Gewalttat als die Konsequenz einer „jüdisch-marxistischen Hetze“ hingestellt. Der „Fall Mohapl“ führte zu einer weiteren antisemitischen Radikalisierung auf parteipolitischer und medialer Ebene.
In den folgenden Jahren sorgten antisemitische Schlägertrupps immer häufiger gezielt in der Leopoldstadt für Unruhe. Einer der ersten großen Überfälle dieser Gruppierungen auf jüdische Einrichtungen vor 1938 war die Zerstörung des bekannten „Cafés Produktenbörse“ in der Taborstraße im Dezember 1929. Als vorläufiger Gewalthöhepunkt folgte 1932 der Angriff auf einen Gebetsraum im Café Sperlhof, bei dem Betende verprügelt wurden und die Einrichtung zerstört wurde.
In den 1930er Jahren schlossen sich sozialistische, jüdische und zionistische Bewegungen teilweise in Aktionskomitees zusammen, um in Patrouillen auf der Straße präsent zu sein und gegen „Hakenkreuzler“ vorzugehen, die in den jüdischen Ballungszentren der Stadt, vor allem Leopoldstadt und Brigittenau, jüdische Bürger attackierten. Als erste Gruppierung dieser Art wurde 1918 die „Jüdische Selbstwehr“ gegründet. Auch die paramilitärische Organisation Betar hatte in Wien Mitglieder.
In der Zeit zwischen den beiden Weltkriegen häuften sich nach einem Jahrhundert erfolgreicher jüdischer Emanzipationsbemühungen die von Christlichsozialen, Deutschnationalen und Nationalsozialisten geschürten antisemitischen Ausschreitungen.

#### 1938 bis 1945
Ab 11. März, dem Anschluss Österreichs an das Deutsche Reich im Jahr 1938, wurden Juden schikaniert, man trieb sie durch Wien, plünderte ihre Wohnungen und Geschäfte und begann mit der Arisierung. Göring gab im April 1938 bekannt, Wien in fünf Jahren judenrein machen zu wollen. Um Juden gezielten Angriffen auszusetzen, traten am 20. Mai die Nürnberger Gesetze in Kraft. Die Nazis schufen in Österreich einen  Phasen-Prototyp zum Genozid, der schließlich auf derselben Weise in Osteuropäischen Ländern systematisch zum Einsatz kam. Die forcierte Kooperation jüdischer Funktionäre bei allen Schritten der Klassifizierung und Ausgrenzung und die Verbildlichung der Juden als fremder Volkskörper galt als Vorlage für den von Adolf Eichmann entworfenen Plan zur Organisierung der Shoah.
Ein Höhepunkt wurde mit den geplanten Ausschreitungen während der Reichspogromnacht vom 9. auf den 10. November 1938 erreicht. Um 23 Uhr am 9. November wurden schon Polizei und SD über die Aktion informiert. Um 4 Uhr in der Früh am darauffolgenden Tag wurden Verbänden heimischer SA und SS befohlen, mit dem Vandalismus anzufangen. Alle Wiener Synagogen und Bethäuser wurden vernichtet, geplündert, beschädigt und schließlich angezündet – einzig der Stadttempel konnte wegen seiner Lage im Wohngebiet nicht niedergebrannt werden. Jüdische Friedhöfe wurden zum Teil beschädigt und geschändet. Gleichzeitig wurden jüdische Geschäfte und Wohnungen sowohl durch Uniformierte als auch durch Zivilisten geplündert und verwüstet und dann geschlossen.
Den spontanen Massenverhaftungen und Razzien der SS und SA fielen über 6.000 Juden zum Opfer. Sie wurden zum Großteil in den folgenden Tagen ins KZ Dachau verschleppt. Des Weiteren kam es während des Pogroms zu zahlreichen jüdischen Todesfällen und Selbstmorden. Tödliche Gewalt gegen Juden wurde somit von der Gesellschaft geduldet.
Die Ausgrenzung der Juden wurde Schritt für Schritt zur vollständigen Beraubung der Freiheitsrechte, zur Ausschaltung aus nahezu allen Berufszweigen, zum Ausschluss von Schulen und Universitäten, zur sichtbaren Diskriminierung durch das erzwungene Tragen des Judensterns. Am 17. Mai 1939 waren nur noch 3,8 % der Juden Wiens berufstätig. Die Beraubung jüdischer Menschen wurde systematisch und konsequent durchgeführt (Propagandaspruch: Der Jud geht, sein Geld bleibt da.).
Die jüdischen Organisationen und Institutionen, ausgenommen die Kultusgemeinde, wurden aufgelöst. Damit wollten die Nationalsozialisten die Juden zunächst zur Emigration zwingen – mit Erfolg. Unter Zurücklassung nahezu ihres gesamten Vermögens und nach Bezahlung der Reichsfluchtsteuer, gegebenenfalls mit finanzieller Unterstützung internationaler Hilfsorganisationen, gelang bis Ende 1941 mehr als 130.000 Juden die Flucht; davon emigrierten mehr als 30.000 in die Vereinigten Staaten, andere nach Kanada.
Die meisten der dann in Wien verbliebenen Juden fielen der Tötungsmaschinerie des NS-Regimes zum Opfer. Nach Kriegsbeginn 1939 fingen die Vorbereitungen für die Deportationen an. Im Oktober 1939 wurden 1500 jüdische Männer nach Polen abgeschoben und schließlich durch einen deutschen Kugelhagel zur sowjetischen Demarkationslinie vertrieben. Mit dem Überfall auf die Sowjetunion im Jahr 1941 begann das systematische Aufgreifen,  die Ausgrenzung, Umsiedlung und Tötung aller im Reich lebenden Juden. Im September gab Adolf Hitler die Order, das gesamte Reichsgebiet „judenrein“ zu machen, was an der Wannsee-Konferenz im Januar 1942 detailliert organisiert wurde.
Der Reichstatthalter Wiens, Baldur von Schirach, schlug jedoch schon 1940 vor, die Juden Wiens nach Polen zu deportieren. So wurde von Hitler bereits im Dezember 1940 die Deportation der verbliebenen 65.000 Jüdinnen und Juden Wiens befohlen. Am 1. Februar 1941 gab Karl Ebner von der Gestapo-Leitstelle Wien dem Amtsdirektor der Kultusgemeinde 13 Weisungen zur Deportation der jüdischen Bevölkerung Wiens bekannt und rühmte sich später gegenüber Heinrich Himmler, er habe selbst 48.500 Juden aus Wien und Niederdonau nach den Ostgebieten evakuiert. Von den mehr als 65.000 jüdischen Wienern, die in den Osten deportiert wurden, überlebten nur wenig über 2.000.

### Zweite Republik nach 1945
Nach dem Zweiten Weltkrieg dauerte es Jahrzehnte lang, ehe man sich in Österreich zu einer klaren Position über den Anteil der Schuld von Österreichern an den Gräueln des Dritten Reichs durchdringen konnte. Erst in den 1980er Jahren setzte in Verbindung mit der Waldheim-Affäre das Umdenken ein, das den historischen Fakten Rechnung trug und zur Stellungnahme der Bundesregierung im Juni 1991 führte, als Bundeskanzler Vranitzky vor dem Parlament erstmals ausdrücklich auf die Beteiligung von Österreichern an den Verbrechen des Dritten Reichs einging.
Zählte die Wiener Jüdische Gemeinde vor 1938 noch über 185.000 Mitglieder, so waren es 1946 nur noch 25.000, von denen viele in der folgenden Zeit auswanderten, während etwa in Deutschland die jüdische Gemeinde durch Zuwanderung aus Osteuropa an Mitgliedern gewann.
Seit 1980 besteht der von der Stadtverwaltung gesponserte Jewish Welcome Service Vienna, der ehemalige Wienerinnen und Wiener, deren Nachkommen und andere am Thema Interessierte betreut.
Ende der 1990er Jahre waren kaum mehr als 7.000 Wienerinnen und Wiener bei der Kultusgemeinde als Mitglieder registriert. Viele kamen erst in den letzten Jahrzehnten als Flüchtlinge aus osteuropäischen Ländern nach Wien und begannen hier ein neues Leben. Die ab 1991 beginnende Zuwanderung Jüdischstämmiger aus dem Gebiet der ehemaligen Sowjetunion hat die zahlenmäßig schwache jüdische Gemeinde gestärkt.
1987 / 1988 begann die Tätigkeit des Jüdischen Museums der Stadt Wien. 1990 wurde die liberale Gemeinde Or Chadasch gegründet, 1992 das Sephardische Zentrum offiziell eröffnet. 1994 wurde das Psychosoziale Zentrum Esra (deutsch: Hilfe) und 1999 das neue Schulgebäude von Lauder Chabad im Augarten eröffnet. 2000 wurde das im Auftrag der Stadtverwaltung gestaltete Holocaust-Mahnmal von Rachel Whiteread auf dem Judenplatz enthüllt und das Museum Judenplatz, eine Dependance des Jüdischen Museums, eröffnet.
Im Herbst 2008 übersiedelte die Zwi-Perez-Chajes-Schule im 2. Bezirk von der Castellezgasse in die Simon-Wiesenthal-Gasse neben dem Messezentrum am Prater. Die Schule gehört dort zu einem Komplex aus jüdischem Kindergarten, Volksschule und Gymnasium für rund 600 Kinder und befindet sich nahe dem im März 2008 wiedereröffneten Hakoah-Sportzentrum im Prater, einem Bildungszentrum und einem Pensionistenheim.
Bei der Volkszählung 2001 wurden in Österreich 8.140 Jüdinnen und Juden gezählt, 6.988 davon mit Wohnsitz in Wien. Die Israelitische Kultusgemeinde Wien geht jedoch von rund 15.000 Juden in Österreich aus, manche Angaben sprechen auch von bis zu 20.000.
Auch heute stellt der zweite Wiener Gemeindebezirk, die Leopoldstadt, ein Zentrum jüdischen Lebens in Wien dar. Der Anteil von Menschen jüdischen Glaubens an der Bezirksbevölkerung ist mit 3,1 % überdurchschnittlich hoch. Unter anderem befinden sich in der Leopoldstadt acht aschkenasische und drei sephardische Synagogen bzw. Bethäuser, sieben jüdische Bildungseinrichtungen, mehrere koschere Lebensmittelgeschäfte und Restaurants.
2020 wurde bekanntgegeben, dass für Nachkommen vertriebener, geflüchteter oder ermordeter  Wienerinnen und Wiener der Erwerb der österreichischen Staatsbürgerschaft ohne kompliziertes Verfahren durch einfache Anzeige ermöglicht wird.
Nach dem Terrorangriff der Hamas auf Israel 2023 kam es wie in zahlreichen anderen Ländern auch in Wien zu Demonstrationen mit antisemitischen Parolen. Der Präsident der Israelitischen Kultusgemeinde (IKG), Oskar Deutsch, forderte ein Verbot von Demonstrationen, bei denen die Auslöschung Israels gefordert wird. Juden und Jüdinnen in Österreich seien angesichts des wachsenden Antisemitismus sehr besorgt, „aber wir werden uns nicht einschüchtern lassen“, betonte Deutsch. Manche hätten auch Angst, weil „ein bisschen“ versucht werde, den Krieg nach Europa und die ganze Welt zu bringen, berichtete der IKG-Präsident. Aber das jüdische Leben funktioniere mittlerweile auch dank der erhöhten Sicherheitsvorkehrungen wieder relativ normal, so Deutsch. Angesichts des derzeit lautesten Antisemitismus von muslimischer Seite mahnte Deutsch, den traditionellen rechten Antisemitismus in Österreich nicht zu vergessen. Das beste Mittel gegen Antisemitismus sei jüdisches Leben und dessen Förderung.
Am 27. Oktober wurde am Wiener Judenplatz von den Jüdischen österreichischen Hochschüler:innen (JöH) im Rahmen der Initiative „Bring Them Home Now“ ein leerer Schabbat-Tisch mit 229 Bildern aufgestellt, um auf die 229 von der Hamas in den Gazastreifen entführten israelischen Geiseln aufmerksam zu machen. „Die leeren Sessel an den Schabbat-Tischen stehen dabei für das große Leid ihrer Familien, Freundinnen und Freunde. Zu Schabbat findet sich jede Woche die gesamte Familie zusammen, um miteinander zu essen und den Ruhetag zu beginnen. Wir hoffen von ganzem Herzen, dass der gemeinsame Shabbat für die vielen zerrissenen Familien bald wieder möglich ist“, so der Organisator der österreichischen Initiative, Immanuel Turkof. Die JöH veröffentlichten zudem Bilder von antijüdischen Beschmierungen auf dem Campus der Universität Wien auf ihren Social-Media-Kanal, wo Israel auf Deutsch und Englisch „Apartheid“ sowie „Genozid“ vorgeworfen wurde. Die jüdische Studierendenvertretung kritisierte „die antisemitischen Diffamierungen“ sowie „Schuldkult und Entlastung, wie man ihn sonst nur von Neonazis kennt“. Im Dezember 2023 zeigte die JöH Vorfälle an Wiener Hochschulen auf. An der Universität für Angewandte Kunst forderte eine Rednerin dazu auf, das Massaker der Hamas auf Israel vom 7. Oktober nicht mehr zu erwähnen. Mehrere Stimmen skandierten, die filmende Person solle die Kundgebung sofort verlassen. Die Central European University (CEU) mit Rektorin Shalini Randeria verweigerte monatelang Gespräche mit der jüdischen Studierendenvertretung und ließ Veranstaltungen von Akteuren der umstrittenen Bewegung Boycott, Divestment and Sanctions (BDS) zu, die in Österreich offiziell als antisemitisch eingestuft wird. Auf einer von der CEU-Studierendenvertretung finanzierten Feier riefen Studierende “Zionists get the f*** out” und stellten einen jüdischen Studierenden mit Davidstern-Kette bloß. Nach einem Beschluss des österreichischen Nationalrates im Dezember 2023 über eine Reform des Verbotsgesetzes wird das sichtbare Tragen von Symbolen der Hamas oder der Hisbollah genauso streng bestraft wie das Tragen von Nazi-Symbolen. 2024 fand am Wochenende vor dem ersten Jahrestag vom 7. Oktober ein „Palästina-Kongress“ in Wien statt. Auffällig war dasselbe Impressum der Veranstaltungs-Organisatoren mit der Liste Gaza, die sich an der Organisation beteiligte. Die Gruppe forderte im Juli 2024 öffentlich Beweise für zu Vergewaltigungen durch Hamas-Terroristen in einem Post auf der  Plattform X: „Gut, dann zeigen Sie mir ein einziges Video oder Foto das nachweislich vom 7.10. ist und eine Vergewaltigung zeigt! Nein, Berichte zählen nicht, sagen können Menschen viel und Israel manipuliert Menschen ganz hervorragend. Zeigen Sie mir einen Beweis, der auch vor Gericht besteht“. Benjamin Nägele von der Israelitischen Kultusgemeinde warnte vor dem Kongress: „Da ist ein Event des Hasses geplant und das ist brandgefährlich. Personen, die dort auftreten sollen, hießen wiederholt den Terror gegen Juden gut und verbreiten bis heute unentwegt die Speaking Points der Hamas.“ Im April 2024 wurde in Berlin eine ähnliche Veranstaltung aufgelöst. Die IKG kritisierte die Abhaltung eines „Palästina-Kongresses“ mit umstrittenen Persönlichkeiten und mit Beteiligung der BDS-Bewegung als „unerträgliche Provokation“. Die umstrittene Veranstaltung fand trotz einer kurzfristigen Verlegung auf Druck der Stadtregierung letztendlich im Bezirk Favoriten in der Hauptstadt statt. Die Polizei erklärte, dass es „keine rechtliche Handhabe“ gebe.

## Kultur
Erste jiddische Ensembles traten in Wien von 1900 bis 1908 in M. Edelhofers Volksorpheum (2., Rotensterngasse 7a) auf, einer lokal beliebten polnischen Theater- und Varietégesellschaft. Das erste jüdische (und auch jiddische) Theater Wiens war zugleich jenes, das am längsten durchgehend Bestand hatte: Die Jüdische Bühne um Schulim Podzamcze, die zunächst im Saal des Hotels Stefanie spielte (wo auch die Budapester Orpheumgesellschaft, die vor allem aus jüdischen Sängern und Komikern bestand und auch Einakter aufführte, jahrelang spielte). Nach der Machtergreifung Hitlers in Deutschland 1933 emigrierten viele deutsche Juden zunächst nach Wien, die vor allem am Jüdischen Kulturtheater Beschäftigung fanden.
Jüdische Theater in Wien vor 1938:
- 1908–1938: Jüdische Bühne (Sprache: jiddisch)
- 1919–1922: Freie Jüdische Volksbühne (jiddisch)
- 1925–1931: Jüdisches Künstlerkabarett (jiddisch)
- 1928–1938: Jüdische Künstlerspiele (jiddisch)
- 1928–1938: Jüdisch-Politisches Kabarett (deutsch)
- 1935–1938: Jüdisches Kulturtheater (deutsch)

Heute wird das starke jüdische Leben durch zahlreiche Events, Feste und Festivals zur Schau gebracht. Die bekanntesten Veranstaltungen sind zum Beispiel der jüdische Filmfestival, der Festival der jüdischen Kultur oder jüdische Straßenfeste.
Gegenwärtige jüdische Theater in Wien (die einzigen in Österreich):
- seit 1999: Jüdisches Theater Austria (gegründet in Graz, seit 2001 in Wien)
- seit 2009: Theater Hamakom Nestroyhof

Gelegentlich kam es zu jiddischen Aufführungen im Theater Akzent, es waren jedoch meist Gastspiele, bei denen die Schauspieler aus anderen Ländern kamen, um in Wien aufzuführen.

## Synagogen
Siehe: Liste jüdischer Andachtstätten in Wien
Im Laufe der Geschichte bestanden in Wien 93 Synagogen. Die einzige historische Synagoge, die die Novemberpogrome in der Zeit des Nationalsozialismus in Österreich überstanden hat, ist der Stadttempel. Mittlerweile existieren wieder einige neue Synagogen und Beträume.